# Sofia

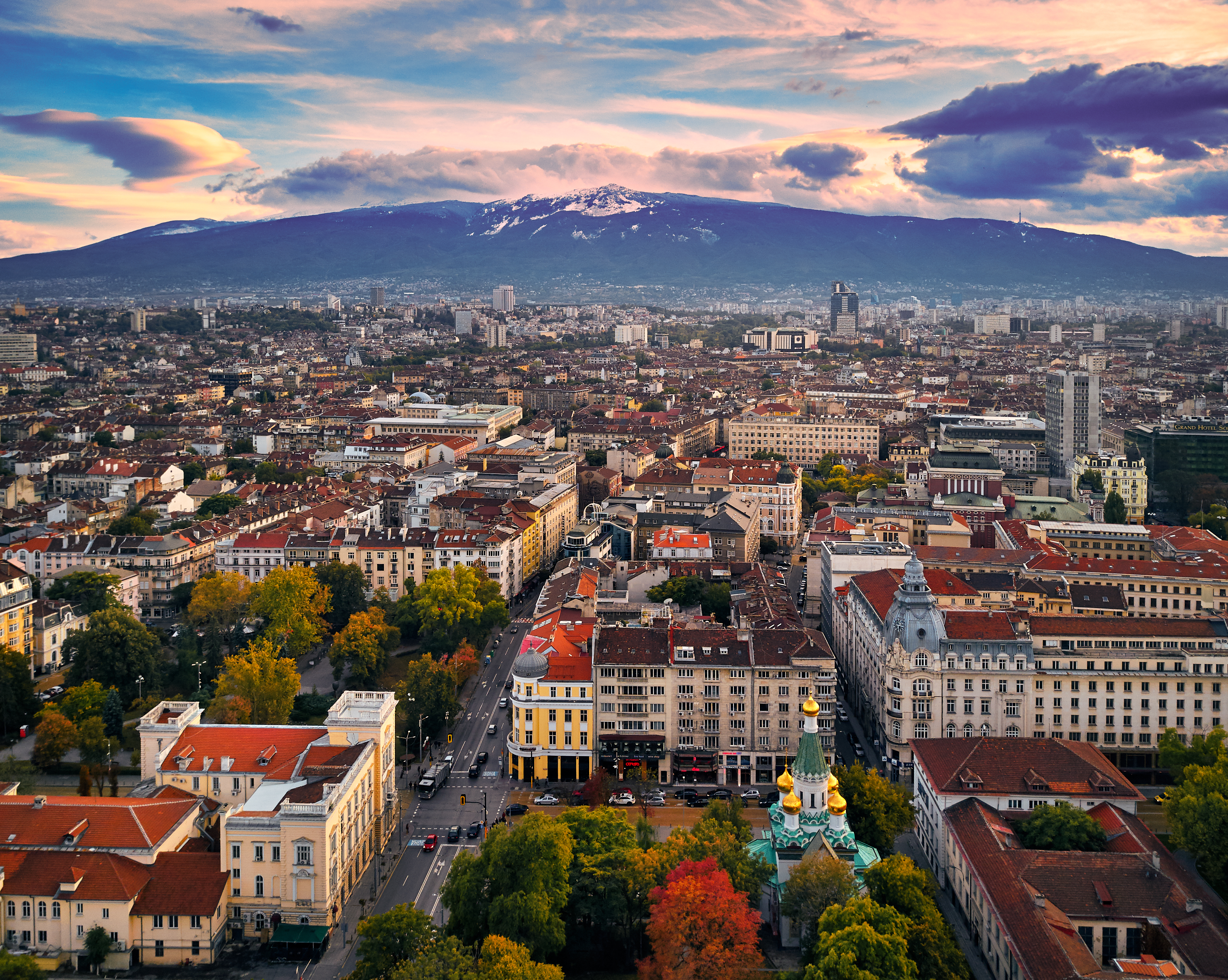
Luftaufnahme des Stadtzentrums

Sofia (deutsch [ˈzoːfi̯a]; bulgarisch София, [ˈsɔfijɐ]) ist die Hauptstadt Bulgariens. Die Stadt liegt in der gleichnamigen Ebene im Westen des Landes. Mit ihren 1.205.548 Einwohnern (Stand 31. Dezember 2024) ist sie die größte und bevölkerungsreichste Stadt und administratives Zentrum des Bezirks (Oblast) Sofia-Stadt. Damit lebt etwa jeder sechste (17,5 Prozent) Einwohner Bulgariens in Sofia. Sofia ist in 24 Bezirke unterteilt. Im Stadtgebiet befinden sich der Fluss Iskar sowie mehrere kleinere Fließgewässer.
Die Stadt ist seit der Jungsteinzeit kontinuierlich besiedelt und damit eine der ältesten Siedlungen und Städte Europas. In der Antike als Serdica oder Sardica und im Mittelalter als Sredez bekannt, wurde Sofia nach der wiedererlangten Unabhängigkeit Bulgariens 1878 zur Hauptstadt gewählt und in der Folge zum politischen, wirtschaftlichen und kulturellen Zentrum des Landes. Aus diesem Grunde befinden sich hier heute die wichtigsten Theater, Museen und weitere Kultureinrichtungen des Landes.
Mit seinen Universitäten, die älteste aus dem Jahre 1888, Hochschulen und Forschungseinrichtungen stellt Sofia das überragende Bildungszentrum und mit zahlreichen Verlagen, Rundfunk- und Fernsehanstalten sowie Tages- und Monatszeitungen auch das dominierende Medienzentrum des Landes dar. Sofia ist Sitz der bulgarischen Regierung, des bulgarischen Präsidenten, der Bulgarisch-Orthodoxen Kirche und weiterer wichtiger Verwaltungs- und Militärbehörden sowie Residenz des Bulgarischen Patriarchen.

## Geographie

### Lage

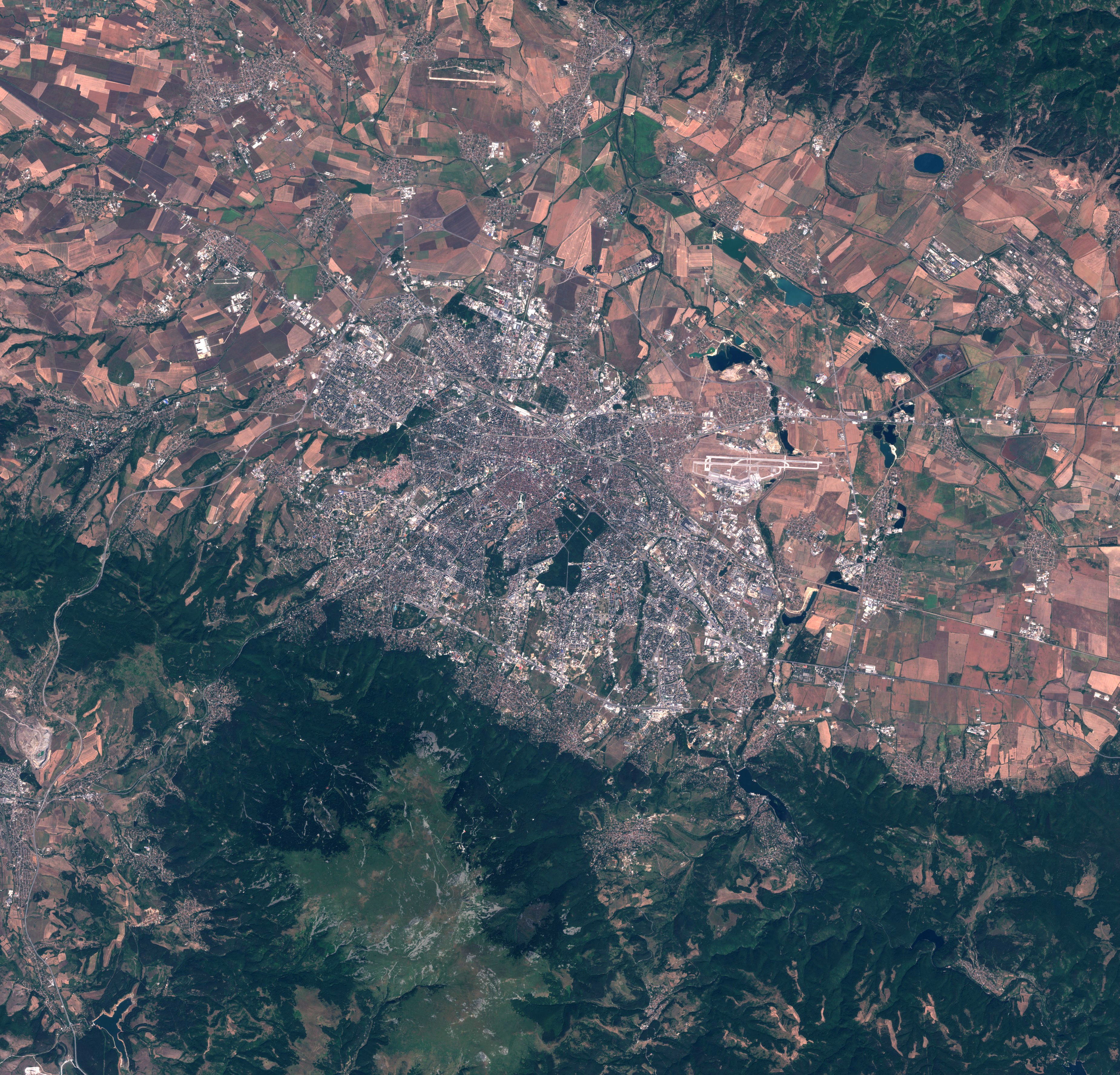
Satellitenbild

Sofia liegt in der Sofiaebene, einer weiten Hochebene im Westen des Landes, nahe der Grenze zu Serbien. Mit 595 msnm ist Sofia die dritthöchstgelegene Hauptstadt Europas (nach Andorra la Vella und Madrid). Fünf Bergpässe führen in die Ebene und somit nach Sofia – der Iskar-Pass, der Wladaja-Pass, der Dragoman-Pass, der Petrochan-Pass und der Botewgrad-Pass.
Die Stadt befindet sich am nördlichen Hang des 2290 m hohen Witoscha-Gebirges, das ein beliebtes Ausflugsziel der Sofioter ist und die Kulisse der ganzen Stadt beherrscht. Die Grundform des Witoschagebirges ist fast kreisrund mit einem Durchmesser von etwa 15 km. Im Westen grenzt die Stadt an das Ljulin- und Losen-Gebirge.

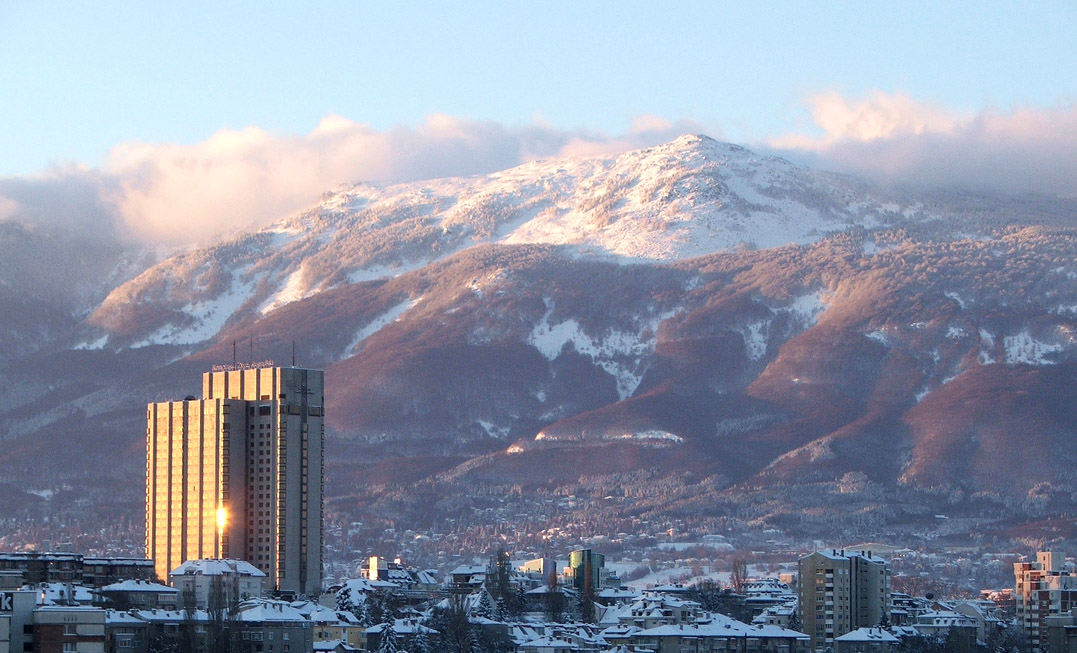
Sofia mit Witoscha-Gebirge im Hintergrund

Im Norden und Nordosten verlaufen in ungefähr 50 Kilometer Entfernung das Sofiagebirge und das Murgasch-Gebirge, die Teil des Balkangebirges sind, das in Ost-West-Richtung durch ganz Bulgarien verläuft und das Land in eine Nord- und eine Südhälfte teilt. Dieses Gebirge ist der Namensgeber für die gesamte Balkanhalbinsel.
Durch die östlichen Stadtviertel fließt der zweitlängste Fluss Bulgariens, der Iskar. Auch zwei seiner Zuflüsse, der Perlowska und Wladajska durchqueren die Stadt, sind im Stadtbild aber kaum zu sehen.
Im Zentrum Sofias, wie in den Stadtvierteln Owtscha Kupel, Knjaschewo, Gorna Banja und Pantscharewo existieren Mineralquellen, deren Benutzung seit der Antike nachgewiesen ist.

### Klima
In Sofia herrscht ein gemäßigtes Kontinentalklima. Durch die hohe Lage (595 m) sind die Winter schneereich und kalt und die Sommer warm. Die Jahresdurchschnittstemperatur beträgt 9,7 Grad Celsius, die mittlere jährliche Niederschlagsmenge erreicht 572 mm.
Die wärmsten Monate sind Juli und August mit durchschnittlich 19,4 bis 20,0 Grad Celsius und die trockensten Januar und Februar mit 27 bis 33 Millimeter Niederschlag im Mittel. Die größte Niederschlagsmenge ist im Mai und Juni mit durchschnittlich 73 bis 75 Millimeter zu verzeichnen. Der kälteste Monat ist der Januar mit −1,6 Grad Celsius im Mittel.
Die bulgarische Hauptstadt ist mit rund 33 Tagen pro Jahr die nebligste Stadt des Landes. Ein Rekord für Bulgarien sind 29 Tage Nebel in Folge, die im Dezember 1948 in Sofia registriert worden sind.
|                        | Jan | Feb | Mär | Apr | Mai | Jun | Jul | Aug | Sep | Okt | Nov | Dez |   |      |
| Mittl. Temperatur (°C) | −2  | −4  | 4   | 10  | 14  | 18  | 20  | 20  | 18  | 14  | 9   | 0   | ⌀ | 10,1 |
| Mittl. Tagesmax. (°C)  | 2   | 5   | 10  | 16  | 20  | 24  | 26  | 26  | 23  | 17  | 10  | 4   | ⌀ | 15,3 |
| Mittl. Tagesmin. (°C)  | −5  | −3  | 0   | 5   | 9   | 12  | 14  | 13  | 10  | 6   | 1   | −3  | ⌀ | 5    |
|                        |     |     |     |     |     |     |     |     |     |     |     |     |   |      |
| Niederschlag (mm)      | 28  | 31  | 38  | 51  | 73  | 75  | 63  | 51  | 38  | 35  | 48  | 41  | Σ | 572  |
|                        |     |     |     |     |     |     |     |     |     |     |     |     |   |      |
| Sonnenstunden (h/d)    | 2,4 | 3,0 | 4,2 | 5,7 | 6,6 | 7,9 | 8,5 | 8,1 | 7,4 | 5,3 | 2,9 | 2,2 | ⌀ | 5,4  |
|                        |     |     |     |     |     |     |     |     |     |     |     |     |   |      |
| Regentage (d)          | 10  | 10  | 10  | 12  | 14  | 13  | 10  | 8   | 7   | 7   | 9   | 11  | Σ | 121  |
|                        |     |     |     |     |     |     |     |     |     |     |     |     |   |      |
| Luftfeuchtigkeit (%)   | 82  | 79  | 72  | 65  | 67  | 68  | 64  | 62  | 68  | 77  | 80  | 84  | ⌀ | 72,3 |

| −5 |

| −3 |

| 0 |

| 5 |

| 9 |

| 12 |

| 14 |

| 13 |

| 10 |

| 6 |

| 1 |

| −3 |

| −5 |

| −3 |

| 0 |

| 5 |

| 9 |

| 12 |

| 14 |

| 13 |

| 10 |

| 6 |

| 1 |

| −3 |

### Administrative Gliederung
Die Stadt Sofia ist Zentrum der Provinzen Sofia und Sofia-Stadt sowie der Großen Gemeinde von Sofia. Die Große Gemeinde von Sofia besteht geographisch aus der Stadt Sofia und drei weiteren Städten sowie 34 Dörfern.
15 der 24 Rajone (bulg. райони/rajoni) in der Großen Gemeinde von Sofia umfassen nur Teile der Stadt, 6 auch umliegende Ortschaften. Drei Rajone der Gemeinde (Pantscharewo, Nowi Iskar und Bankja) umfassen nur Gebiete außerhalb der Stadtgrenzen, auch wenn diese innerhalb der Provinz Sofia-Stadt sind und unter der Jurisdiktion der Großen Gemeinde von Sofia fallen. Jeder der Rajone ist in mehreren Stadtvierteln gegliedert und verfügt über einen Bürgermeister, der in geheimer und direkter Wahl für vier Jahre gewählt wird.
Die Stadtbezirke sind:
1. Bankja (Банкя)
2. Witoscha (Витоша)
3. Wrabniza (Връбница)
4. Wasraschdane (Възраждане)
5. Isgrew (Изгрев)
6. Ilinden (Илинден)
7. Iskar (Искър)
8. Krasna poljana (Красна поляна)
9. Krasno selo (Красно село)
10. Kremikowzi (Кремиковци)
11. Losenez (Лозенец)
12. Ljulin (Люлин)
13. Mladost (Младост)
14. Nadeschda (Надежда)
15. Nowi Iskar (Нови Искър)
16. Owtscha Kupel (Овча купел)
17. Oborischte (Оборище)
18. Pantscharewo (Панчарево)
19. Podujane (Подуяне)
20. Serdika (Сердика)
21. Slatina (Слатина)
22. Studentski grad (Студентски град)
23. Sredez (Средец)
24. Triadiza (Триадица)

## Geschichte

### Ursprung

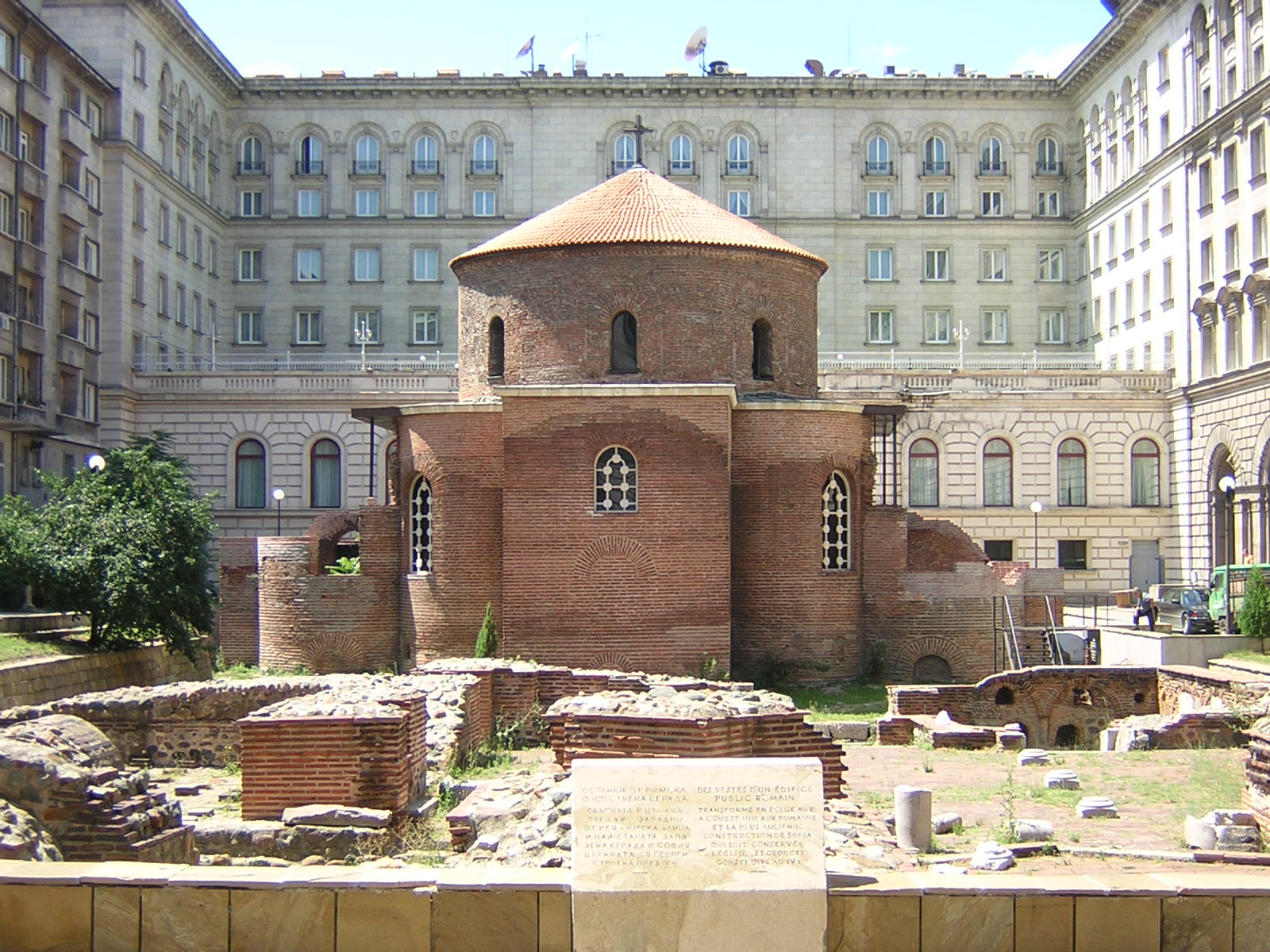
Römischer Thermenbau, heute Georgs-Kirche

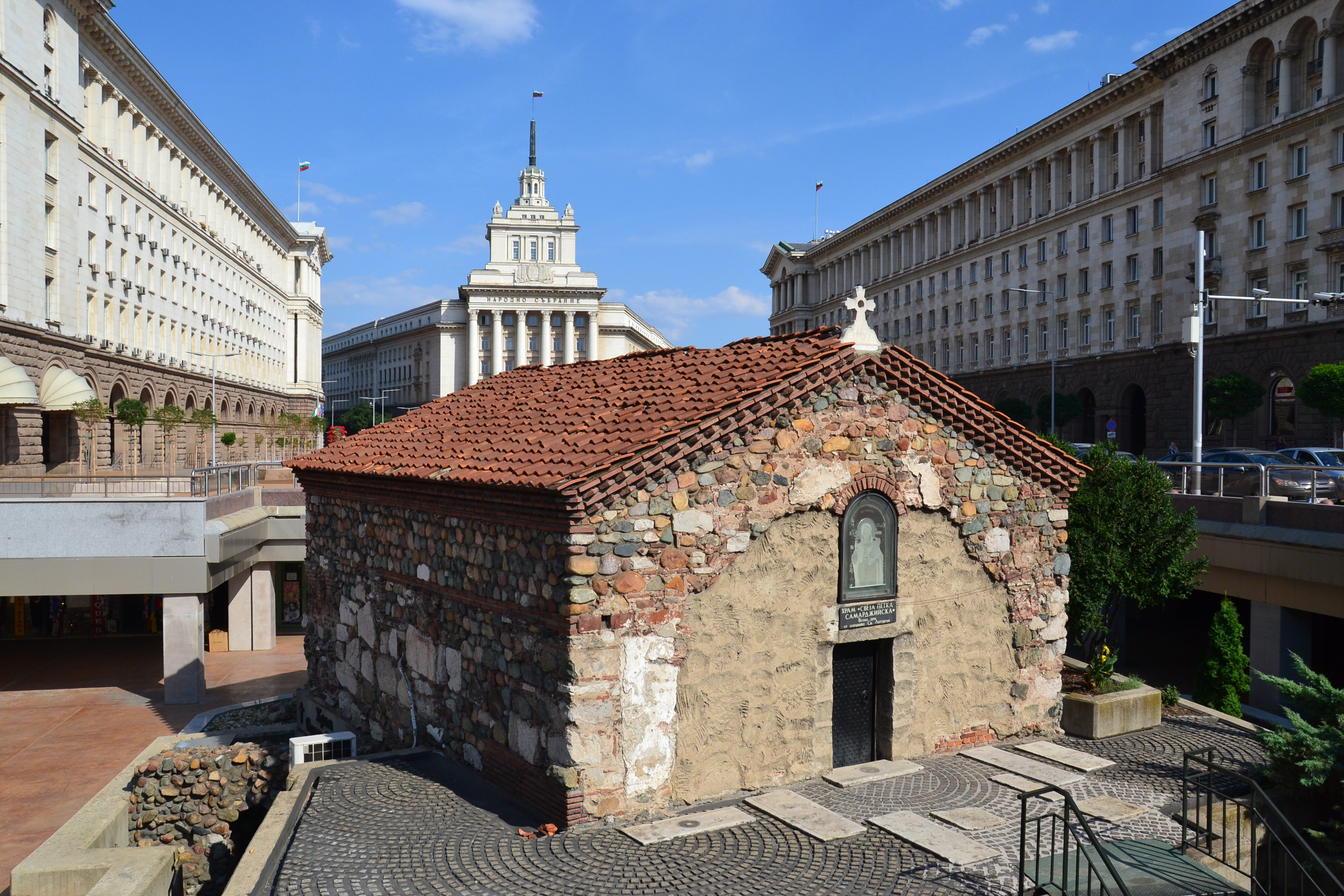
Sweta Petka aus dem antiken Serdica im heutigen Zentrum Sofias, inmitten der U-Bahn-Station Serdika

Sofia blickt auf eine jahrtausendealte Geschichte zurück. Sicher ist eine Besiedlung der Ortslage seit über 5000 Jahren, und neuere archäologische Funde deuten darauf hin, dass sich hier sogar schon vor etwa 8000 Jahren eine steinzeitliche Siedlung befand. Demnach wäre Sofia einer der ältesten Siedlungsplätze Europas.

### Antike
Im Lauf des 7. Jahrhunderts v. Chr. entstand im heutigen Stadtzentrum eine Siedlung, bewohnt von den thrakischen Τιλαταίοι (Tilataei). 339 v. Chr. wurde die Stadt von Philipp II., König von Makedonien (382–336 v. Chr.), erobert. Im letzten Jahrhundert vor der Zeitenwende wurden die Vorbewohner von den Serden verdrängt, möglicherweise keltischer Herkunft.
Die Römer eroberten das Gebiet 29 v. Chr. und legten hier die Kolonialsiedlung Serdica an. Unter Kaiser Marcus Ulpius Trajan zwischen 98 und 117 n. Chr. wurde sie zum Municipium „Ulpia Serdica“ erhoben und entwickelte sich zu einer blühenden Stadt. Außer einem Münzhof entstanden zahlreiche ansehnliche öffentliche Gebäude (Forum, Theater, Bad) und Tempel. Ende des 2. Jahrhunderts umgab eine starke, zwölf Meter hohe Festungsmauer die Stadt. Auch die Verkehrsbedeutung war groß, hier kreuzten sich die antiken Straßen Via Militaris und die Via Traiana.
Zwei römische Kaiser wurden hier geboren, Aurelian (215–275) und Galerius (260–311).

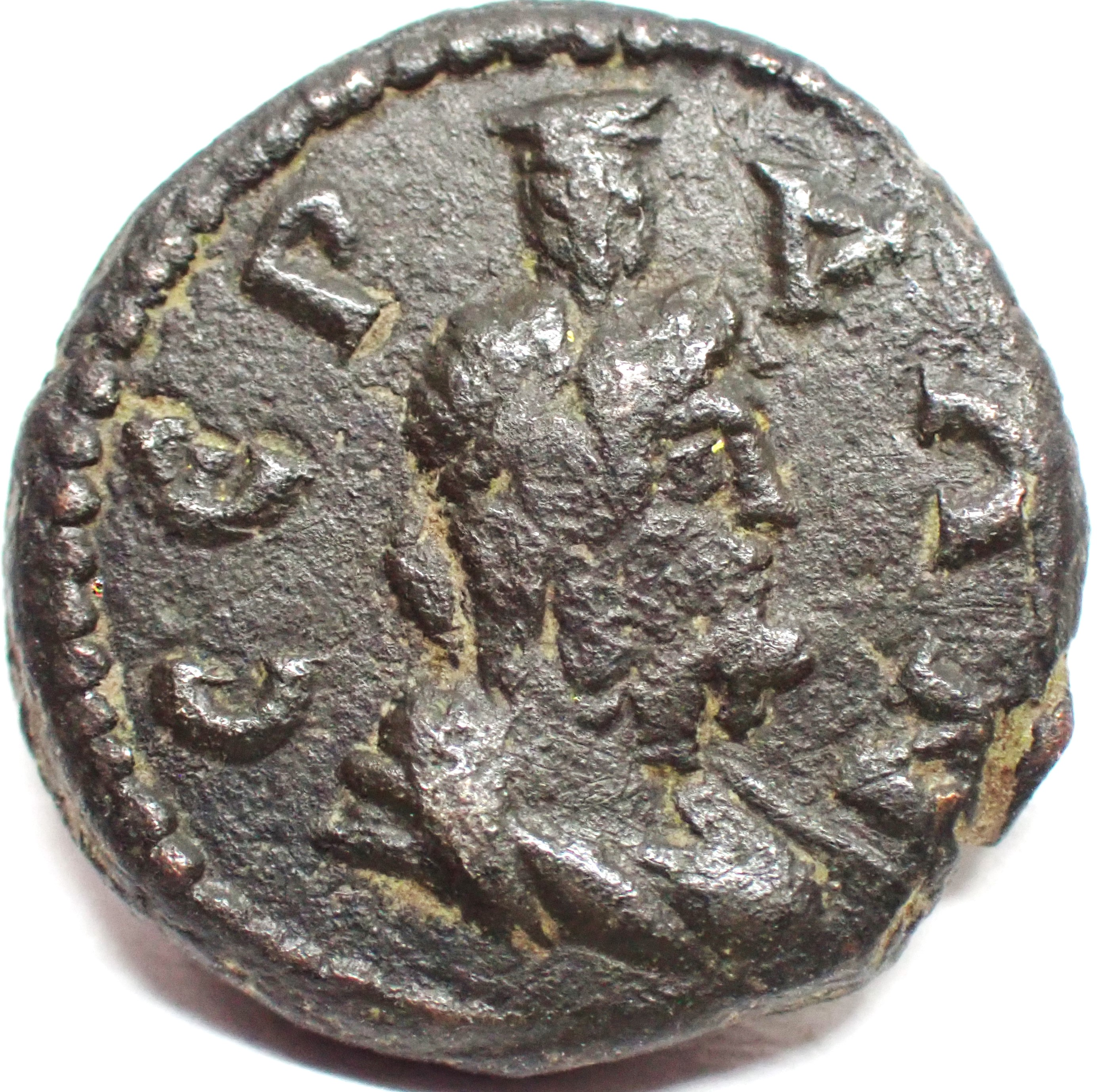
Bronzemünze aus Serdica, z. Zt. Septimius Severus, Stadtname um Sarapisbüste

Als Kaiser Diocletian (242/245 – 311/312) die Provinz Dakien teilte, wurde Ulpia Serdica Hauptstadt der Provinz Dacia mediterranea. Kirchengeschichtlich bedeutend ist Serdica bzw. Σερδική (Serdikē/Serdikí – in der östlichen Reichshälfte war Griechisch die Verkehrssprache, um die Zeit schon mit neugriechischer Aussprache) wegen der hier im Jahr 342 oder 343 abgehaltenen Reichssynode von Serdica mit über 300 Bischöfen aus dem ganzen römischen Reich. Das Scheitern des Konzils gilt als eine der Ursachen für die Spaltung der christlichen Kirche.

### Mittelalter
447 plünderten die Hunnen unter der Führung Attilas die Stadt, denen bald die Goten folgten. Zur Zeit Justinians I. zwischen 527 und 565 wurde sie wieder aufgebaut (532 bis 537 Bau der Kirche Sw. Sofija) und mit starken Mauern und Wehrtürmen umgeben. Seither wurde sie von verschiedenen Feldherren erobert, blieb aber ein bedeutender Ort. 809 wurde die Stadt vom Heer des bulgarischen Khans Krum eingenommen und gehörte seitdem zum Ersten Bulgarischen Reich. Da dieses Reich mehrheitlich von Slawen bewohnt war, hatte der Name nun die slawische Form „Sredez“ angenommen. Der Gleichklang mit dem slawischen Wort für Mitte ließ die Namensherkunft in Vergessenheit geraten.
Es folgten weitere Überfälle durch die Petschenegen und Kreuzritter, was erneut zu Verwüstungen führte. Von 1018 bis 1194 stand Sredez/Σερδική erneut unter byzantinischer Herrschaft. Während des Zweiten Bulgarischen Reiches wurde sie weiter befestigt und erhielt im 14. Jahrhundert nach der Kirche „Sweta Sofia“ ihren heutigen Namen „Sofia“. Dieser Name wird zum ersten Mal in der Witoscha-Schenkungsurkunde des bulgarischen Herrschers Iwan Schischman aus dem Jahre 1371 erwähnt, mit der er dem Dragalewzi-Kloster Boden übereignete.

### Osmanische Zeit

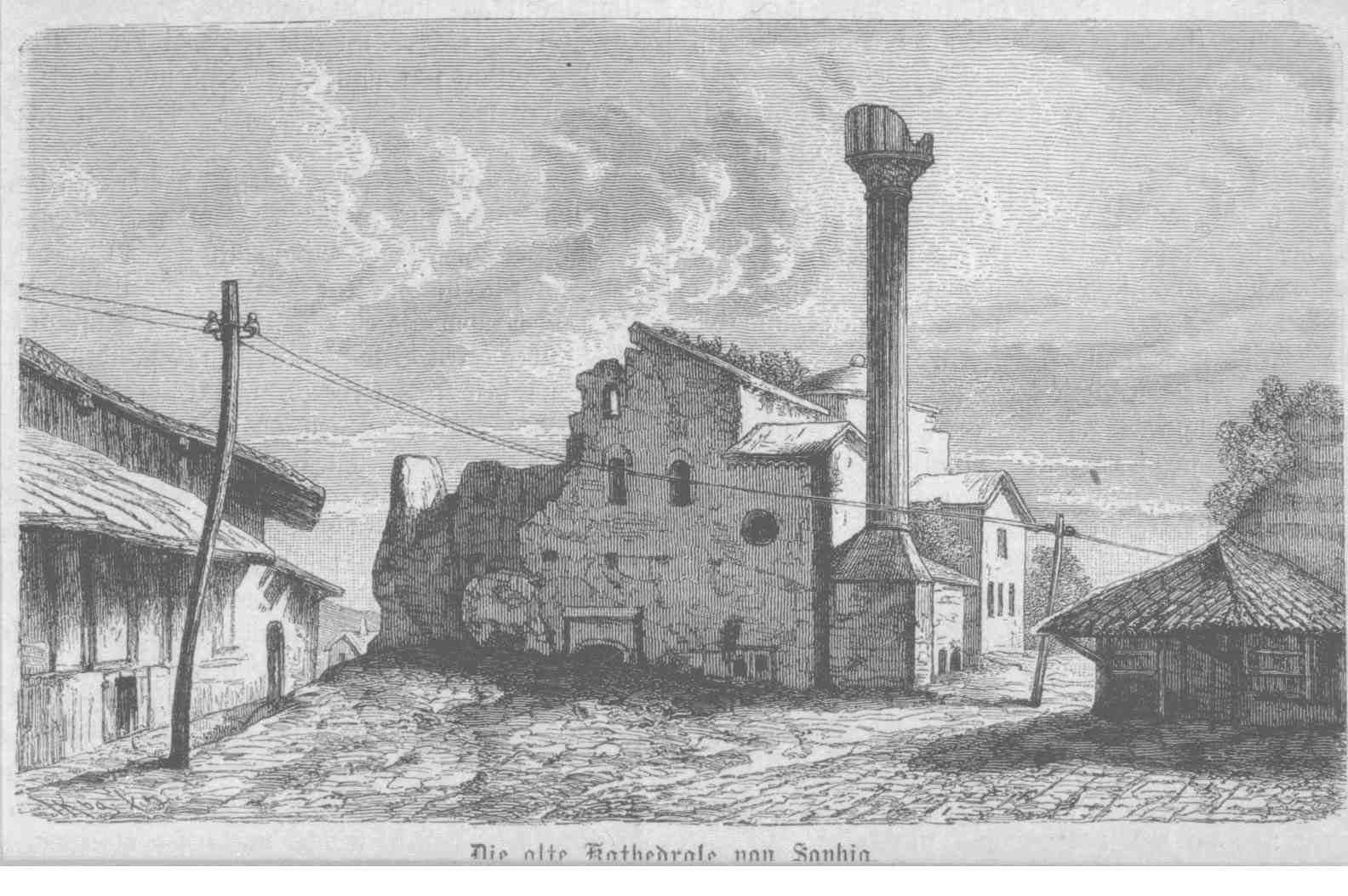
Die Hagia-Sophia-Kirche (6. Jahrhundert), im 14. Jahrhundert von den Osmanen zur Moschee umgewandelt und nach einem Erdbeben im 19. Jahrhundert verlassen. Heute ist sie wieder eine Kirche

1385 wurde Sofia von den Osmanen belagert und erobert. Nach einem Zeitraum der Plünderung wurde die Stadt in das Reich eingegliedert. Im Rahmen dessen wurden die Kirchen Sweta Sofia, St. Demetrius und St. Georg in Moscheen umfunktioniert. In den nun folgenden 500 Jahren osmanischer Herrschaft wurde das antike und mittelalterliche Stadtbild durch zahlreiche osmanische Bauten erweitert. Die Stadt wurde fortan Sitz des rumelischen Beylerbey, der alle europäischen Territorien des Osmanischen Reiches verwaltete. Während des 15. bis 17. Jahrhunderts bildete Sofia den größten Import-Export-Stützpunkt auf dem Gebiet des heutigen Bulgariens für den Karawanenhandel der Seerepublik Ragusa. Vor allem florierten die weiterverarbeitenden Betriebe von Metall, Wolle und Leder.

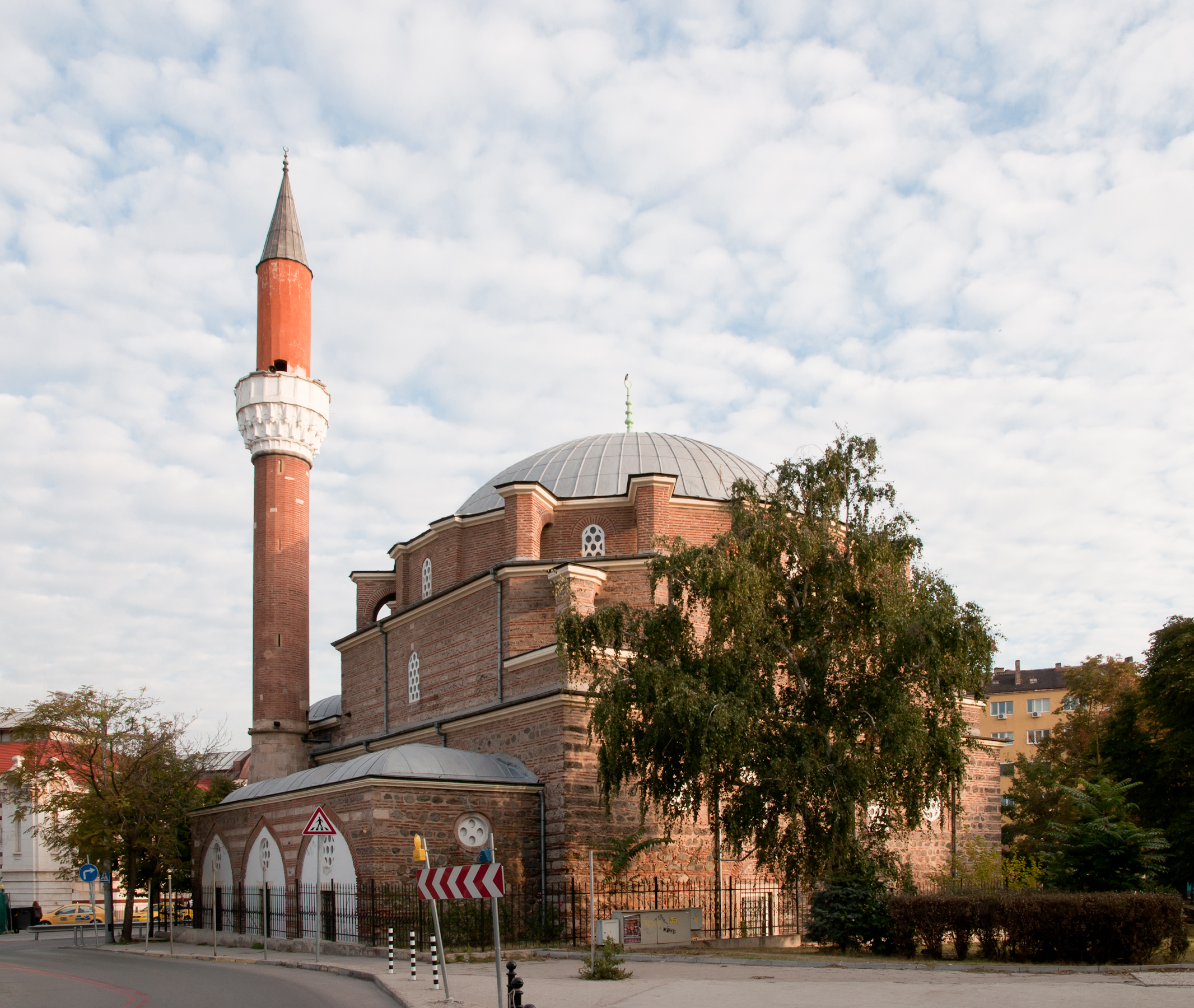
Die Banja-Baschi-Moschee von 1576 ist die letzte in Funktion verbliebene Moschee Sofias

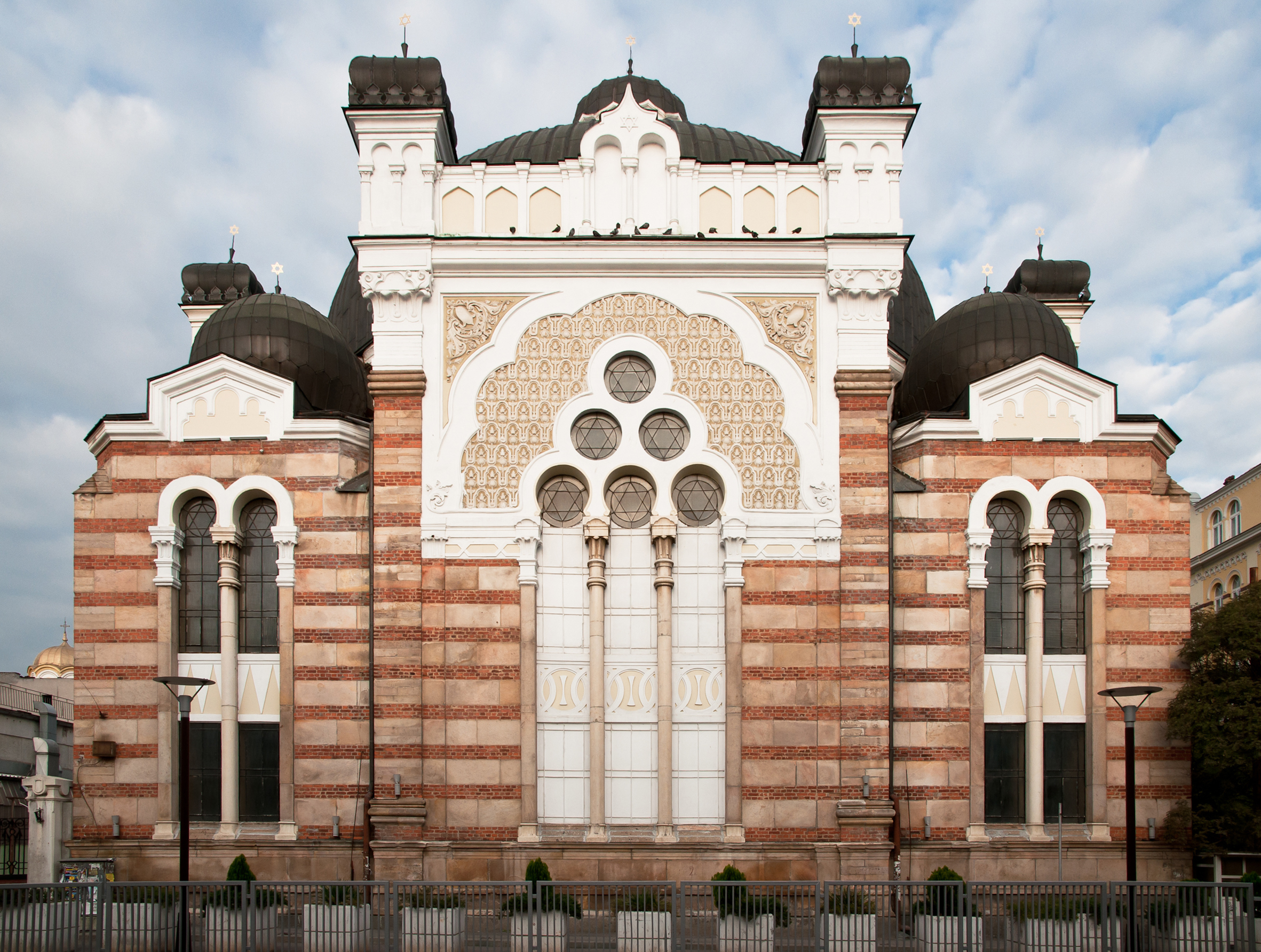
Hauptsynagoge von Sofia

Einhergehend mit einem deutlichen Bevölkerungsanstieg setzte im 15. und 16. Jahrhundert eine rege osmanische Bautätigkeit in Sofia ein. Dabei wurden Moscheekomplexe (Külliye) mit ihren Lehrstätten (Medrese), öffentlichen Bibliotheken und Bädern (Hamams), Karawansereien, Schulen, Armenküchen (Imaret) auch außerhalb der Altstadt errichtet und dienten somit als Kerne von neuen Stadtvierteln. Für das Ende des 16. Jahrhunderts werden in den Quellen 45 Moscheen, drei öffentliche Bibliotheken, vier Mausoleen (Türbe), 12 Karawansereien und Hane sowie mindestens sechs Paläste (Saray), mehrere Armenküchen und zahlreiche Schulen erwähnt. In Sachen Bildung standen der islamischen Bevölkerung Grundschulen (Mekteb) und Medresen zur Verfügung, die nicht-muslimischen Gemeinden nutzten ihre eigenen Schulen. Die osmanische Verwaltung investierte insgesamt in die öffentliche Infrastruktur, die Bildung und die lokale Wirtschaft. So wurde 1506 der größte Besistan (Markt) des Balkans, mit 44 Handwerksbetrieben innerhalb und 101 außerhalb seiner Mauern, errichtet. Daneben entstanden zahlreiche weitere Werkstätten und Märkte.
Alle Reisenden des 15. bis 18. Jahrhunderts berichten von einer florierenden Handelsstadt. Besonders wird die ethnische und religiöse Pluralität hervorgehoben. Neben orthodoxen Bulgaren werden Griechen erwähnt sowie Juden, und zwar sowohl Romanioten als auch Sephardim und Aschkenasim. Darüber hinaus siedelten sich monophysitische Armenier aus Polen, Plowdiw, dem Kaukasus und sogar aus dem Iran in Sofia an. Weiterhin gab es eine georgische Gemeinde, eine katholische aus Ragusa, eine Gemeinde der Sinti und Roma und eine muslimische Gemeinde, die vom frühen 16. Jahrhundert an die größte Gemeinde bildete, bis sie im späten 19. Jahrhundert durch Pogrome und Vertreibungen stark dezimiert wurde.
In Bezug auf das Stadtbild erwähnte der Reisende Stephan Gerlach im 16. Jahrhundert 12 Kirchen in Sofia. Zu den älteren orthodoxen Kirchen gehören zum Beispiel die Sweta Nedelja und St. Nikolaus der Große. Den kleineren Religionsgemeinschaften standen drei Synagogen, die armenische Kirche der Heiligen Jungfrau aus dem 17. Jahrhundert und eine katholische Kirche aus dem 15. Jahrhundert zur Verfügung. Ab 1875 wurde eine neue katholische Kirche errichtet.
1557 zerstörte ein Erdbeben die Stadt. Einige der Bauten wurden danach unter dem osmanischen Großwesir Siyavuş Pascha wieder errichtet, wie die zu diesem Zeitpunkt als Moschee fungierende Kirche Sweta Sofia. 1818 und 1858 erfolgten weitere schwere Erdbeben, worauf einige der öffentlichen Gebäude verlassen und nicht mehr neu errichtet wurden.

### Sofia als Hauptstadt
Als der russische General Josef Gurko (1828–1901) während des Russisch-Osmanischen Krieges am 4. Januar 1878 mit seinen Truppen in die Stadt einzog und sich als Befreier feiern ließ, hatte sie 11.694 Einwohner, 2 Schulen, 7 Kirchen, 30 Moscheen und Tekken, 10 Karawansereien, 120 Geschäfte, 62 Kneipen, 19 Bäckereien, 3306 meist einstöckige Häuser, enge, krumme Straßen, war in 17 kleinere Viertel (Mahalle) geteilt und ohne Beleuchtung und Wasserleitung. Erster Bürgermeister wurde Manoliki Taschew.

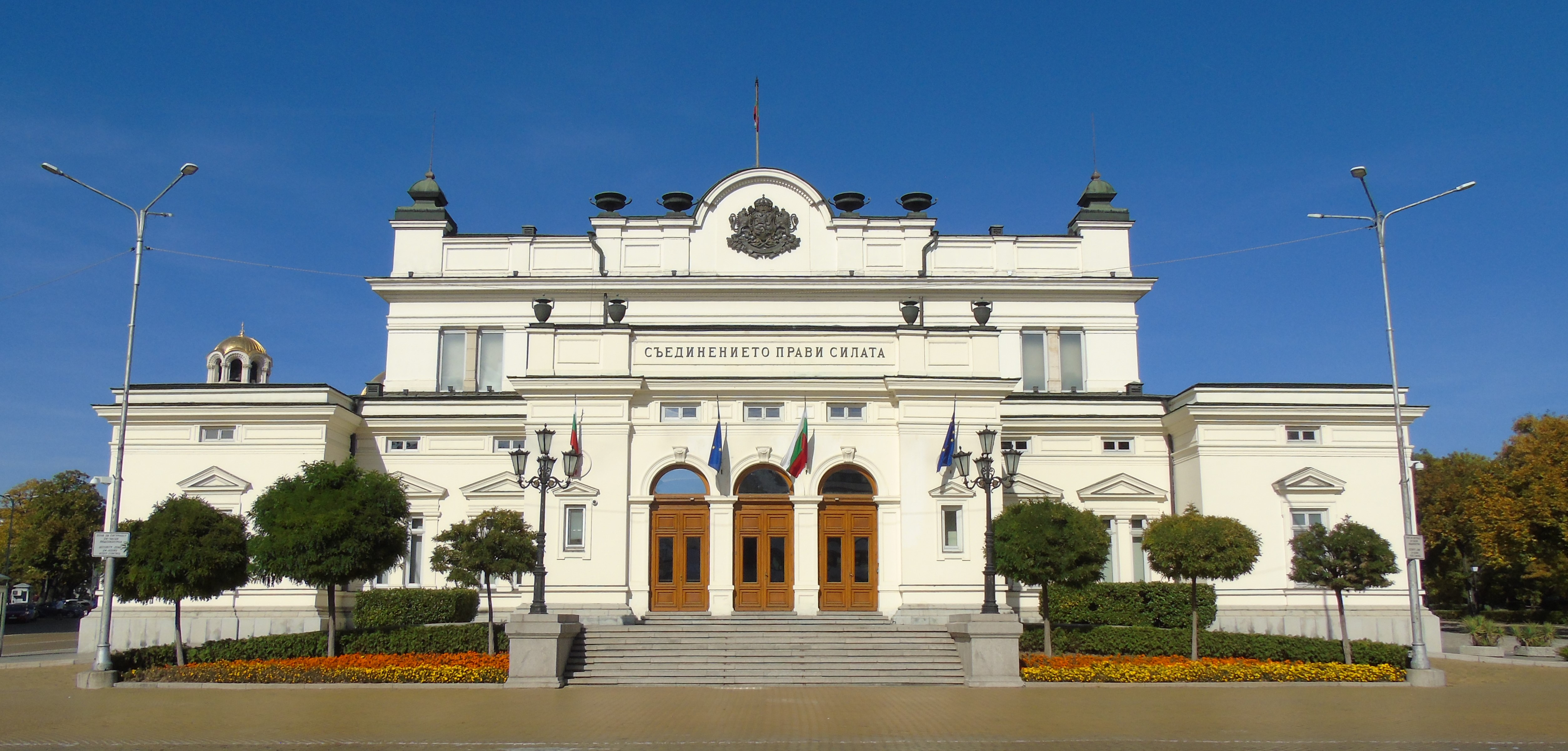
Parlamentsgebäude

Die konstituierende Versammlung in Weliko Tarnowo des nach dem Frieden von San Stefano geschaffenen Fürstentums Bulgarien erklärte Sofia am 22. März 1879 zur Hauptstadt des wiedererstandenen bulgarischen Staates. Seitdem erlebte die Stadt einen erheblichen Aufschwung, viele Industriebetriebe siedelten sich an. Nach der Befreiung Bulgariens setzte auch eine Periode reger, durch die Regierung intensiv geförderter Bautätigkeit ein, die bis kurz vor Ausbruch der Balkankriege von 1912/13 andauerte. Fast das gesamte osmanische Erbe überlebte die Umbrüche während des 19. und 20. Jahrhunderts nicht. Nur wenige Bauten – wie die Banja-Baschi-Moschee – blieben in ihrer Funktion erhalten. Andere Bauten wurden zu Kirchen, wie die durch den osmanischen Meisterarchitekten Sinan errichtete Bosnali-Mehmed-Pascha-Moschee, die heutige Sweti-Sedmotschislenizi-Kirche, oder zu anderen öffentlichen Gebäuden umfunktioniert, wie die Große Moschee. Das orientalische Stadtbild änderte sich nach westlichem Vorbild, vor allem durch die neu errichteten öffentlichen und repräsentativen Gebäude: So wurden das neuklassizistische Gebäude der Staatsdruckerei 1882, das Parlament 1884, die Militärakademie 1892, das Nationaltheater 1906, der Zarenpalast und mehrere Ministerien erbaut sowie Plätze und Parks angelegt. Wegen des Fachkräftemangels an Architekten und Bauingenieuren waren viele Ausländer im gesamten Land tätig. So stammt der erste Stadtplan Sofias von 1878 vom Franzosen S. Amadier, der auf der Grundlage eines von zwei österreichischen Architekten (Adolf Kolar und Venceslav Roubal) verfassten Katasters ausgearbeitet wurde.
Im Serbisch-Bulgarischen Krieg von 1885 rückte die serbische Armee bis auf 20 km vor Sofia, was den bulgarischen Fürsten Alexander I. dazu bewog, am 17. November die Evakuierung der Stadt anzuordnen. Nach der Schlacht bei Sliwniza ging jedoch die Bulgarische Armee zum Gegenangriff über, und die Gefahr für Sofia wurde abgewehrt.

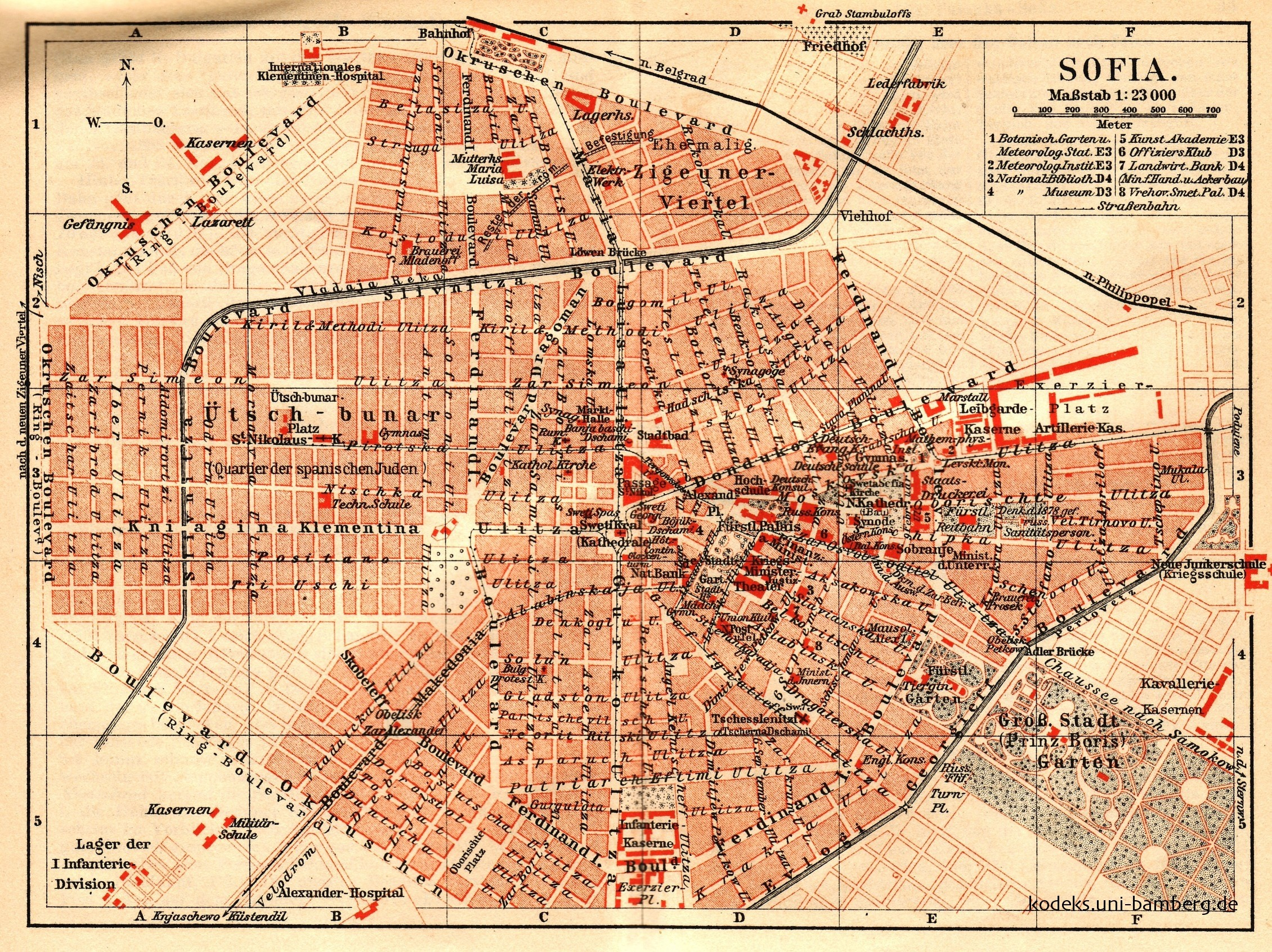
Alter Stadtplan von Sofia (1908)

Nach den Balkankriegen von 1912/13 und dem Ersten Weltkrieg entstanden in der Stadt Flüchtlingslager von vertriebenen Bulgaren aus Makedonien (→ Makedonische Bulgaren), den ehemaligen Westgebieten und der Dobrudscha. Das leitete die zweite Bauphase ein, die sich durch den Bau von Wohnhäusern für die Vertriebenen und Zuwanderer auszeichnete. Die Orte in Sofia, an welchen sie sich niederließen, trugen – wie damals üblich – den Namen der Heimatregion oder -stadt. Später entstanden daraus Viertel der bulgarischen Hauptstadt wie das Dobrudscha-Viertel, das Zaribrod-Viertel (nach der Stadt Zaribrod), Gevgelija-Viertel (benannt nach der makedonischen Stadt Gevgelija) oder das Goze-Deltschew-Viertel (benannt nach dem Revolutionär Goze Deltschew) und weitere.
Am 16. April 1925 verübten bulgarische Kommunisten einen Bombenanschlag auf die Kathedrale Sweta Nedelja mit dem Ziel, die politische und militärische Elite des Landes zu beseitigen. Der Anschlag verfehlte sein politisches Ziel; er kostete mehr als 120 Menschen das Leben, und mehr als 500 wurden verletzt.
1934 gaben 31,5 % der Bevölkerung an, in Sofia geboren zu sein, 53,2 % außerhalb Sofias und 15,3 % außerhalb Bulgariens. Über 80 % der Flüchtlinge in Sofia kamen aus Vardar- und Ägäis-Makedonien. 1939 war die Einwohnerzahl Sofias auf ca. 300.000 angewachsen.
Im Zweiten Weltkrieg war die Stadt schweren alliierten Bombenangriffen ausgesetzt. Am 5. September 1944 erklärte die Sowjetunion Bulgarien den Krieg und besetzte das ganze Land. Mit der Hilfe der sowjetischen Armee rief Georgi Dimitrow am 15. September 1946 in der Stadt die Volksrepublik Bulgarien aus. Nach dem Krieg begann eine weitere Periode der regen Bautätigkeit, in der die Stadt nach sozialistischem Muster wiederaufgebaut wurde. Zahlreiche öffentliche Gebäude und Wohnkomplexe entstanden. Am 10. November 1989 wurde die kommunistische Regierung in Sofia gestürzt und eine Demokratisierung des Landes eingeleitet.
Während der Bauarbeiten für eine neue U-Bahn-Station der Metro Sofia wurden Anfang März 2010 im Zentrum Sofias, zwischen dem Präsidentenamt und dem Regierungssitz, unterhalb des Unabhängigkeitsplatzes (in der Antike das Areal der Agora) zahlreiche archäologische Funde entdeckt. Dabei konnten Bauarbeiter das Gebäude einer mittelalterlichen Kirche samt Fresken aus dem 12. oder dem 13. Jahrhundert sicherstellen. Weiter wurden Grabplätze, menschliche Knochen sowie weitere antike Gebäude aus dem zweiten Jahrhundert gefunden.

## Bevölkerung

### Einwohnerentwicklung

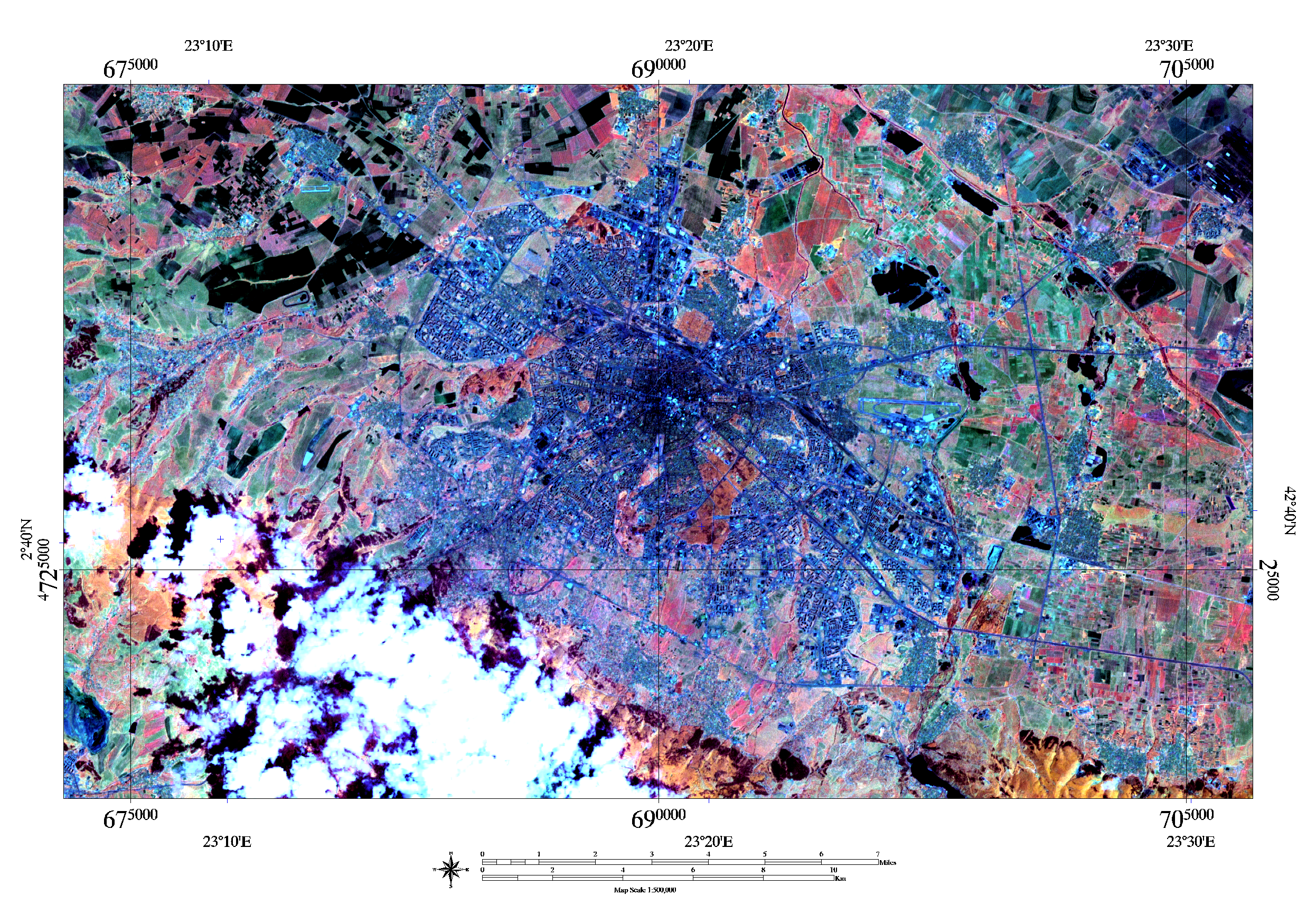
Ausdehnung Sofias, NASA Landsat Falschfarbenszene

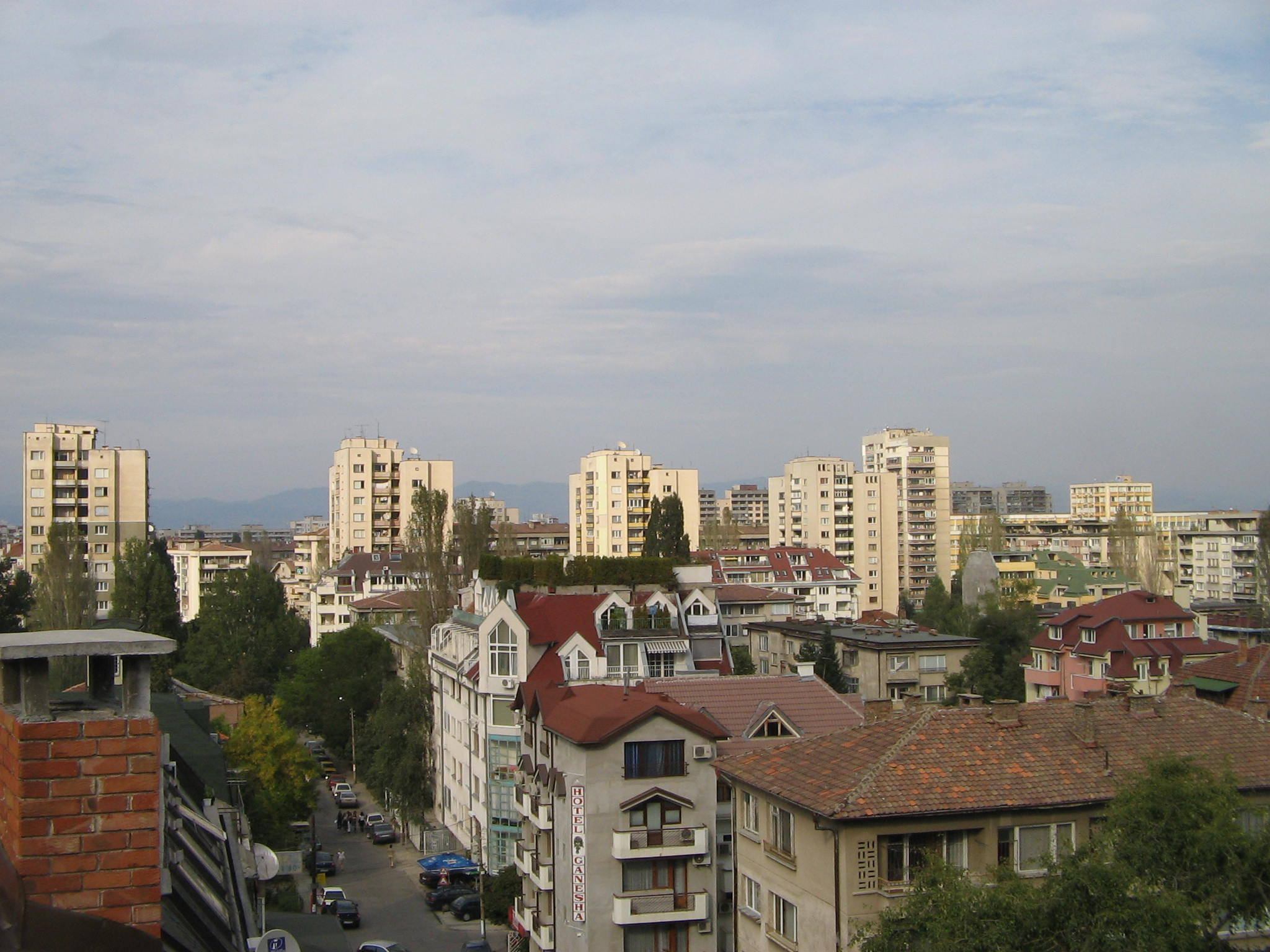
Wohngebäude

Osmanische Steuerregister (Defter) geben recht genaue Aufschlüsse über die Bevölkerungsentwicklung. So lebten 1523/4 ca. 6.000, 1544/5 etwa 8.000 und Ende des 16. Jahrhunderts über 9.000 Einwohner in der Stadt. Christliche Reisende um 1640 schätzten bereits die Einwohnerzahl auf 71.600, wovon 15.000 Juden seien. Diese Einwohnerzahl blieb laut abendländischen Reisenden im 18. Jahrhundert konstant. Die Salnames von 1872/3 verzeichnen eine Einwohnerzahl von ca. 35.000 Personen.
1878, im Jahr der Befreiung Bulgariens, betrug die Einwohnerzahl 11.694, um bis 1887 erneut auf rund 20.000 Einwohner zu wachsen. 1910 erreichte die Einwohnerzahl der Hauptstadt die Grenze von 100.000, wodurch sie zur Großstadt wurde. 1946 lebten in der Stadt bereits eine halbe Million Menschen, bis 1975 verdoppelte sich diese Zahl auf eine Million.
Im Zeitraum von 1990 bis 2001 sank die Bevölkerungszahl, hat sich aber auch auf Grund zahlreicher Eingemeindungen stabilisiert. 1999 waren 45 Prozent der Landbevölkerung in der Umgebung Sofias auf selbst hergestellte Nahrungsmittel angewiesen. Die Bewegung vom Land in die Hauptstadt kehrte sich deshalb um. Die anhaltende Wirtschaftskrise zwang zu einer neuen Subsistenzwirtschaft, oft mit einfachsten Geräten wie Sichel und Pflug, da nur wenige Dorfgemeinschaften genug Geld hatten, um kollektiv einen Traktor anzuschaffen.
Nachfolgend sind die Einwohnerzahlen nach dem jeweiligen Gebietsstand aufgeführt. Bis 2001 und für 2011 handelt es sich um Volkszählungsergebnisse und 2006 um eine Schätzung des Nationalen Statistischen Instituts (NSI).

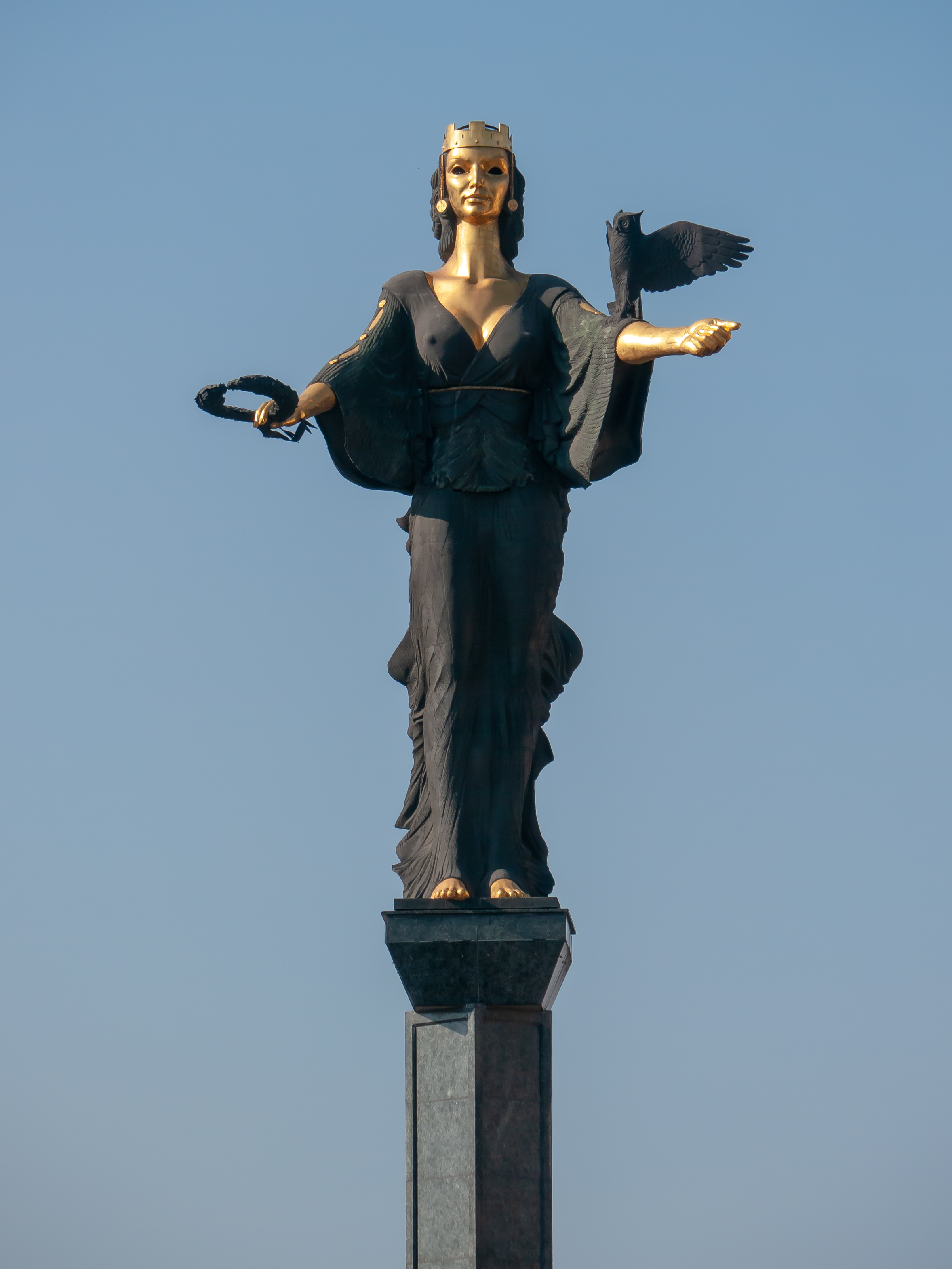
Statue der Sofia

| Datum             | Einwohner |
| ----------------- | --------- |
| 31. Dezember 1887 | 20.856    |
| 31. Dezember 1892 | 30.928    |
| 31. Dezember 1900 | 46.593    |
| 31. Dezember 1905 | 82.621    |
| 31. Dezember 1910 | 102.812   |
| 31. Dezember 1920 | 154.025   |
| 31. Dezember 1926 | 213.002   |
| 31. Dezember 1934 | 287.095   |

| Datum             | Einwohner |
| ----------------- | --------- |
| 31. Dezember 1946 | 530.168   |
| 1. Dezember 1956  | 725.838   |
| 1. Dezember 1965  | 894.604   |
| 1. Dezember 1975  | 1.066.299 |
| 4. Dezember 1985  | 1.201.719 |
| 4. Dezember 1992  | 1.190.126 |
| 1. März 2001      | 1.091.772 |
| 31. Dezember 2006 | 1.154.010 |

### Ethnische Zusammensetzung

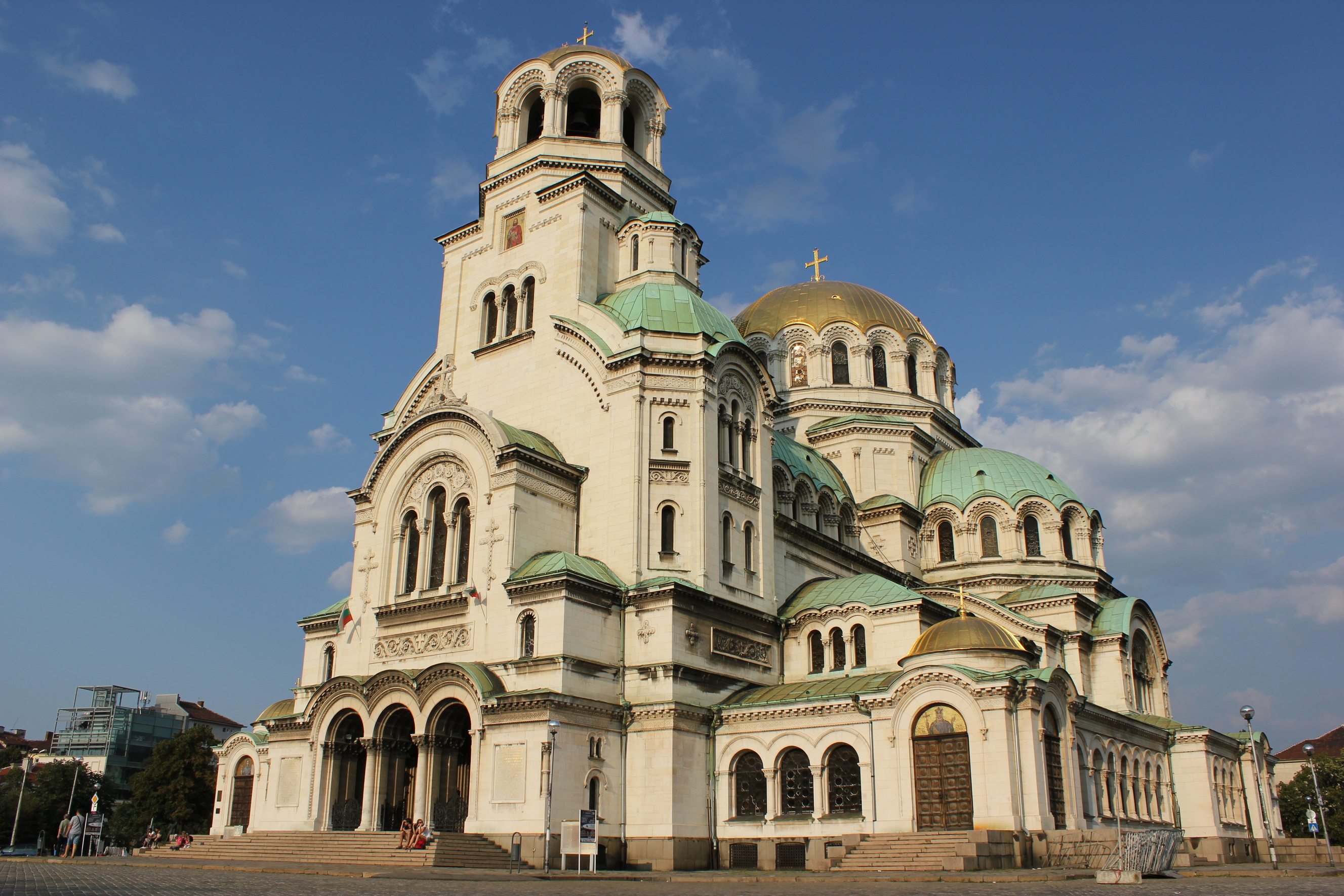
Die Alexander-Newski-Kathedrale ist die zentrale orthodoxe Kirche Sofias

Nach der Volkszählung 2001 sind 96,0 Prozent der Bevölkerung ethnische Bulgaren; 1,5 Prozent sind Roma und 0,5 Prozent Türken (→ Balkan-Türken). Außerdem leben Armenier, Serben, Griechen, Walachen und die muslimischen, Bulgarisch sprechenden Pomaken in Sofia. Im Allgemeinen nehmen die Minderheiten in reger Weise am gesellschaftlichen und politischen Leben der Hauptstadt teil. Sie finden in Minderheitenparteien eine politische Stimme.

### Religionen

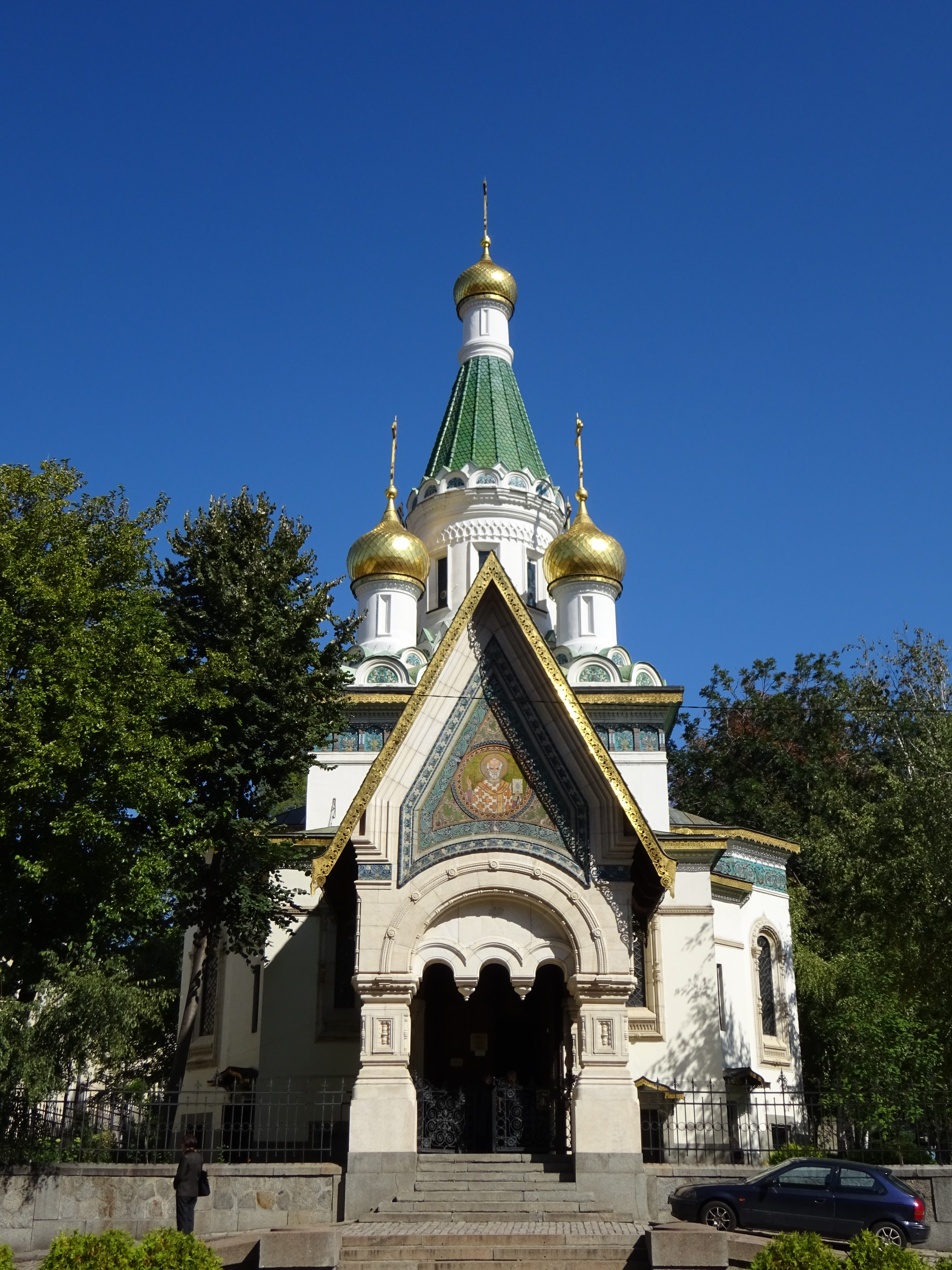
Russische Kirche Sweti Nikolaj

Bei der letzten Volkszählung 2001 bezeichnete sich die überwiegende Mehrheit der Bevölkerung (96,4 Prozent) als Christen, die meisten gehören der bulgarischen orthodoxen Kirche (95,9 Prozent) an. Religiöse Minderheiten in Sofia sind die Muslime und eine rapide schwindende jüdische Glaubensgemeinschaft von wenigen hundert Menschen. Dabei handelt es sich vor allem um sephardische Juden. Für die Katholiken wurde 2002–2006 anstelle der 1944 zerstörten neobarocken Kirche von 1875 die moderne St.-Josefs-Kathedrale erbaut, Konkathedrale des römisch-katholischen Bistums Sofia und Plowdiw.
Die Religiosität und das Vertrauen in die Kirche sind allerdings wesentlich geringer als in den Nachbarländern, was oft mit der Anpassung der bulgarischen Kirche an das ehemalige kommunistische Regime begründet wird. So bezeichneten sich 1999 nach Angaben der European Values Study nur 52 Prozent der Einwohner als religiös, und nur 22 Prozent gehen mindestens einmal im Monat in die Kirche.

## Politik

### Stadtregierung

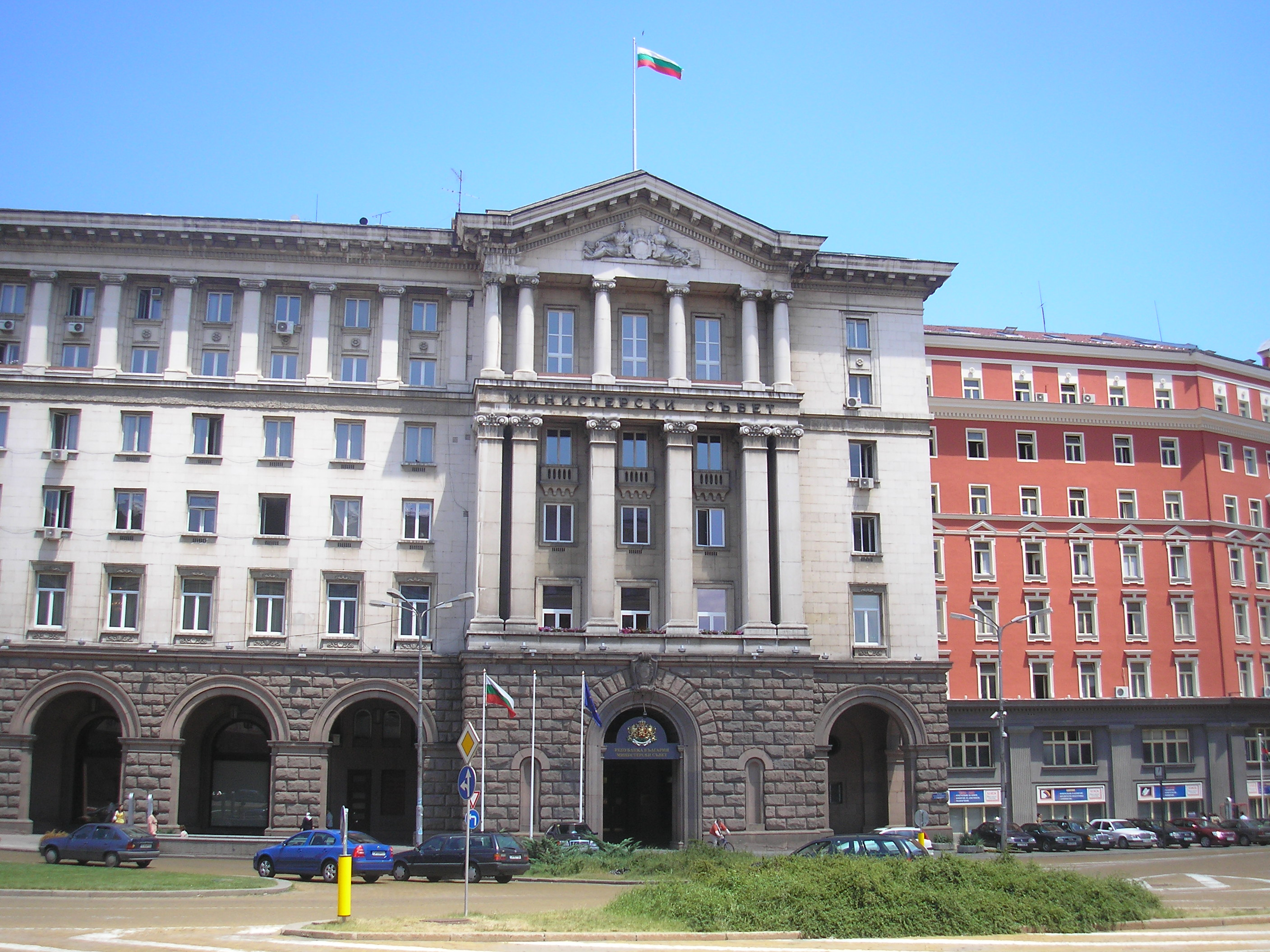
Regierungssitz

Der Bürgermeister ist das Exekutivorgan. Die Stadtverwaltung ist in verschiedene Bereiche gegliedert. Die Aufgaben der einzelnen Abteilungen werden vom Stadtrat auf Vorschlag des Bürgermeisters oder der stellvertretenden Bürgermeister (insgesamt sieben) festgelegt.
Die Amtszeit von Bürgermeister und Stadtrat dauert vier Jahre. Beide Organe, Bürgermeister und Stadtrat, sind für Probleme beispielsweise in den lokalen Bereichen Bildung, Gesundheitswesen, Infrastruktur, Kultur, öffentliche Sicherheit, Soziales, Umweltschutz, Verkehrssicherheit und Wirtschaft zuständig. Außerdem verfügen sie über das Eigentum der Stadt und verwalten es.
Im November 2005 gewann Bojko Borissow eine Stichwahl gegen Tatjana Dontschewa (Bulgarische Sozialistische Partei) mit 68,2 Prozent der abgegebenen Stimmen. Da Borissow im Juli 2009 zum Ministerpräsidenten von Bulgarien gewählt wurde, leitete sein Vorgänger Minko Gerdschikow als Interimsbürgermeister die Stadtverwaltung. Die Kommunalwahlen am 15. November 2009 gewann mit 67 % der Wählerstimmen Jordanka Fandakowa von der GERB-Partei, unterstützt von der konservativen Blauen Koalition und der nationalistischen Ataka.

### Städtepartnerschaften

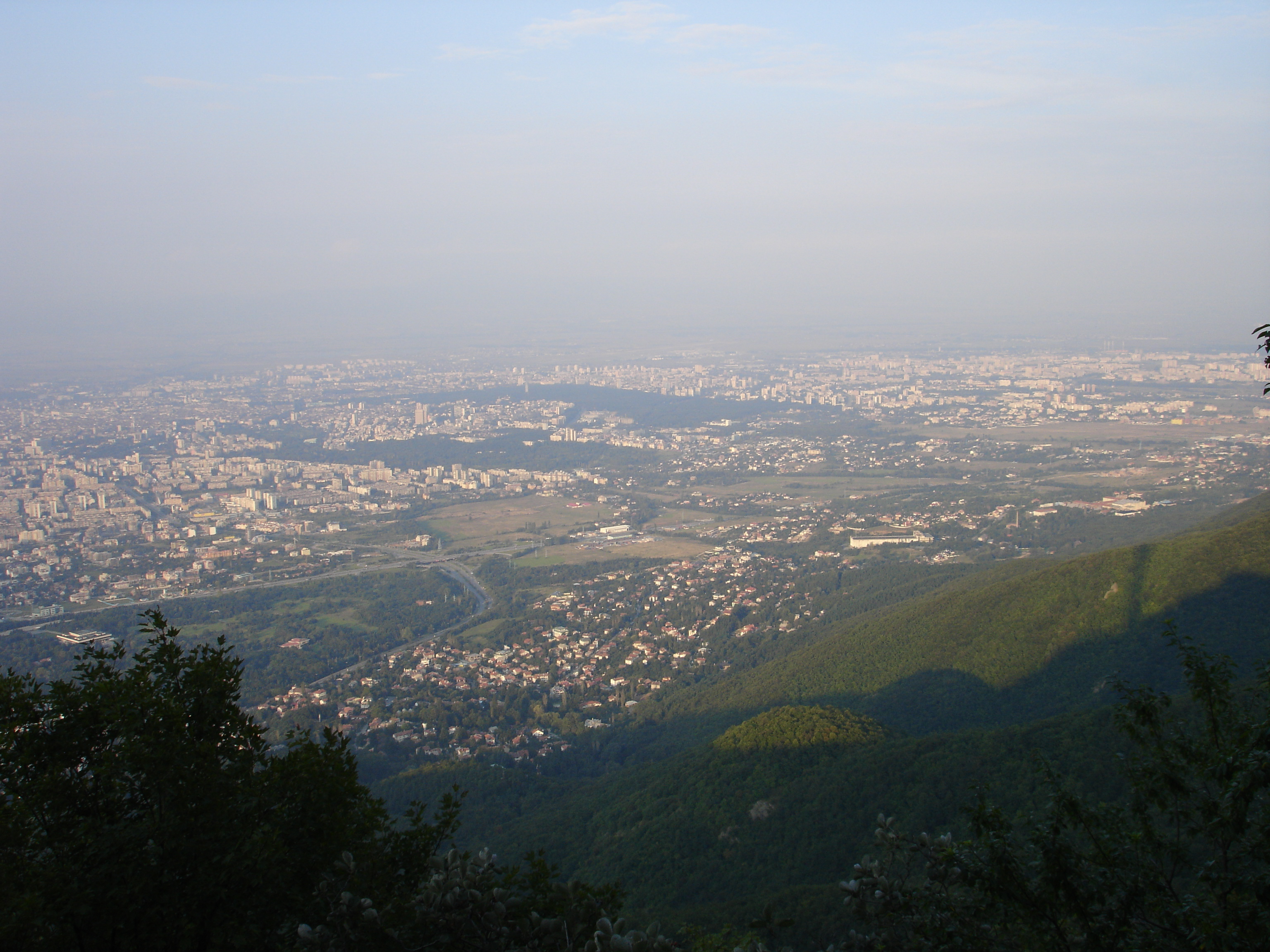
Blick auf Sofia

Sofia unterhält mit folgenden Städten Partnerschaften:
- Algier, Algerien
- Ankara, Türkei
- Athen, Griechenland
- Bratislava, Slowakei
- Brüssel, Belgien
- Budapest, Ungarn
- Kiew, Ukraine
- London, Vereinigtes Königreich
- Paris, Frankreich
- Pittsburgh, Vereinigte Staaten
- Prag, Tschechien
- Sankt Petersburg, Russland
- Tirana, Albanien
- Tel Aviv-Jaffa, Israel
- Warschau, Polen

## Kultur und Sehenswürdigkeiten

### Theater

Nationaltheater Iwan Wasow

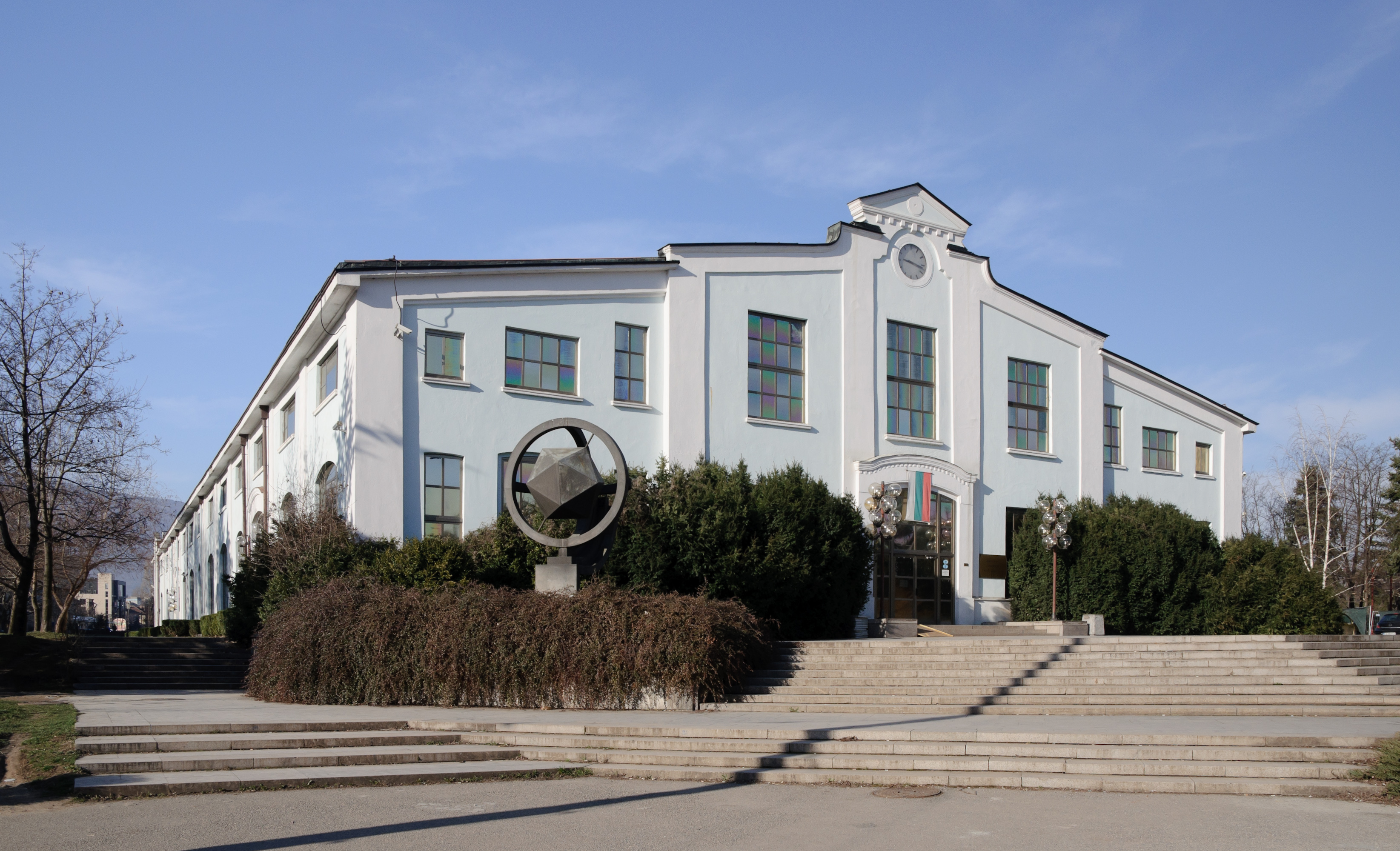
Das mineralogische Museum Die Erde und die Menschen

Sofia ist das größte Zentrum des kulturellen Lebens des Landes. Die zahlreiche Ensembles spielen unter anderem im Nationaltheater „Iwan Wasow“ (1907, von Hermann Helmer und Ferdinand Fellner, Umbau nach Brandschäden 1929 von Martin Dülfer), im Theater „Salsa i Smjach“ (Träne und Lachen), im Theater Sofia, in der Studiobühne der Theaterhochschule, im Nationales Opern- und Ballett-Theater, im Satirischen Theater und im Zentralen Puppentheater. Die Sofioter Philharmonie wurde 1928 gegründet. Nach dem bulgarischen Opernsänger Boris Christow, bekannt für seine Interpretationen von Werken Modest Mussorgskis und Giuseppe Verdis, wurde ein Musikzentrum benannt, das vom bulgarischen Staat mit dem Europäischen Kulturerbe-Siegel ausgezeichnet worden ist.

### Museen
Das Nationale Archäologische Museum befindet sich in der Innenstadt neben der bulgarischen Staatsbank in der ehemaligen Moschee Bujuk Dschamija aus dem Jahr 1494. Die bereits 1879 gegründete Bildungsstätte spiegelt in zahlreichen Exponaten die zum Teil jahrtausendealte Kunst und Kultur der Steinzeit, der Thraker, Griechen und Römer, der Byzantiner, der Slawen und Bulgaren. Angeschlossen ist ein Münzkabinett.
Im Gebäude des ehemaligen Zarenpalastes ist heute die Nationale Kunstgalerie untergebracht. Sie umfasst eine reichhaltige Sammlung alter und moderner bulgarischer Malerei und Bildhauerkunst; darüber hinaus Werke flämischer, niederländischer, italienischer, französischer, russischer und ungarischer Meister. Im selben Gebäude befindet sich das Ethnografische Museum mit vornehmlich bulgarischer Folklore und altem Gebrauchsgut, aber auch Exponaten aus Asien und Afrika.
Östlich der Parkanlage steht das 1906 in neoklassizistischer Manier entstandene Nationale Akademische Theater und hinter dem Hotel Bulgarija mit Konzertsaal, an der Nordseite das seit 1889 bestehende Naturwissenschaftliche Museum mit etwa einer Million Ausstellungsstücken zur Geologie, Flora und Fauna des Landes, eines der reichhaltigsten Museen dieser Art in Südosteuropa, sowie die 1911 erbaute Russische Kirche Sw. Nikolaj, die den Stil der Moskauer Kirchen des 17. Jahrhunderts aufgreift (vergoldete Kuppeln, reiche Wandmalereien). 2011 wurde das Museum für Gegenwartskunst eröffnet.
Das Nationale Historische Museum ist im südlichen Vorort Bojana im ehemaligen Präsidentenpalast von Todor Schiwkow untergebracht. In den großzügigen Räumen werden Exponate von der Frühgeschichte bis zur Gegenwart gezeigt. Besonders berühmt ist der Goldschatz von Panagjurischte und Funde aus dem Gräberfeld von Warna mit Goldschmuck, der zu den ältesten bearbeiteten Goldgegenständen in Europa gehört.
Das Regionale Historische Museum – Sofia (bis 2016 Museum für die Stadtgeschichte Sofias) ist seit 2015 im Zentralflügel des ehemaligen Zentralen Mineralbades untergebracht.
2011 wurde das Museum für sozialistische Kunst eröffnet. Dort werden auch mehr als 70 Denkmäler aus ganz Bulgarien gelagert, die abgebaut worden waren, nachdem die realsozialistischen Jahrzehnte 1990 endeten.

### Medien

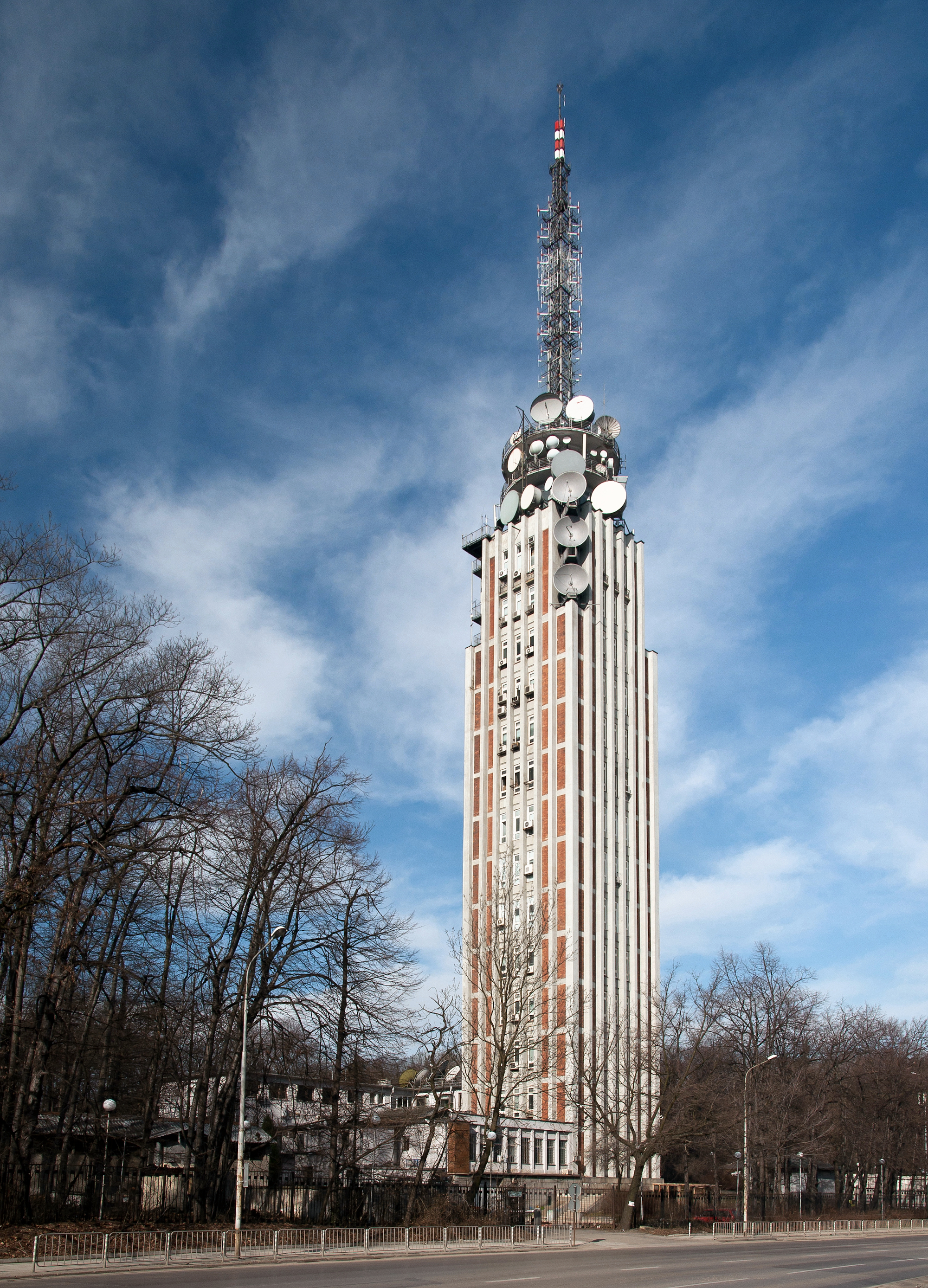
Alter Fernsehturm Sofia

In Sofia haben die bedeutendsten Telekommunikationsfirmen, Fernseh- und Radiosender, Kabelfernsehgesellschaften, Tageszeitungen, Magazine und Webportale des Landes ihren Sitz. Die Staatliche Bulgarische Telegraphagentur (BTA) hat ebenfalls ihren Sitz in der Hauptstadt.
Wichtige Fernsehkanäle sind BNT Kanal 1 und TV Bulgaria (beide staatlich) sowie bTV (privat). Für die türkische Minderheit sendet das Bulgarische Nationalfernsehen (BNT) täglich um 17 Uhr fünf Minuten Nachrichten in türkischer Sprache. Der Bulgarische Nationalhörfunk (BNR) sendet zwei Kanäle, „Horizont“ und „Christo Botew“. Bedeutende Tageszeitungen der Hauptstadt sind 24 Tschasa, Dnewen Trud, SEGA, Sofiiski Imoti und Sofia Dnes.
In Sofia hat der Rat für elektronische Medien (REM), die oberste Institution für alle bulgarischen Medien, seinen Sitz. Er wurde am 26. November 2001 gegründet und ersetzte den Nationalen Rat für Radio und Fernsehen. Der Rat hat als unabhängiges Organ die Kontrolle über die Länge der ausgestrahlten Werbung, die Aufsicht über Pluralismus und Unabhängigkeit sowie die Einhaltung der Moralwerte und stellt Lizenzen für Radio- und Fernsehsender aus.

### Bauwerke

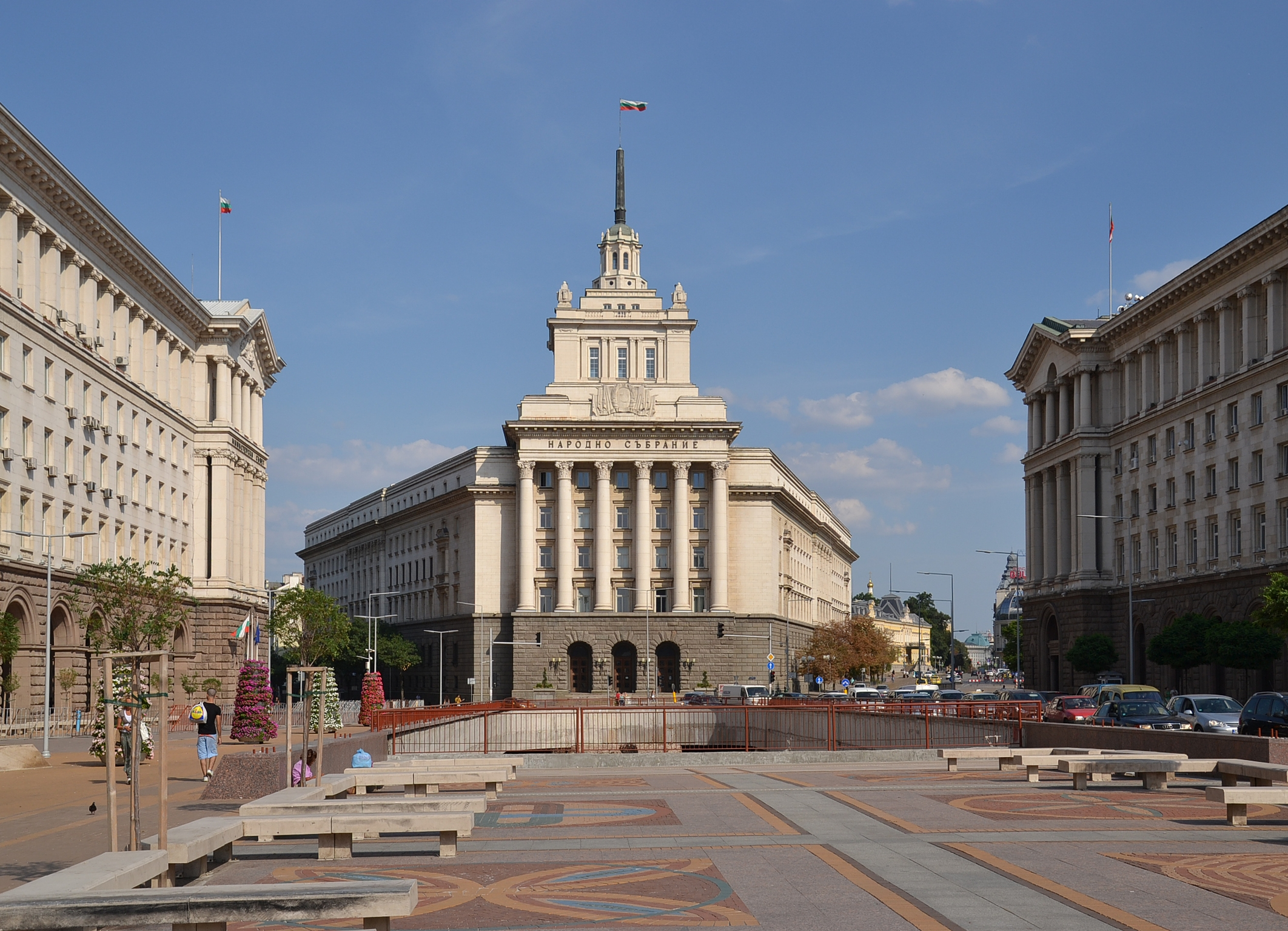
Ehemaliges Parteigebäude der Kommunistischen Partei Bulgariens im Stile des Sozialistischen Klassizismus

Im heutigen Stadtzentrum befanden sich im antiken „Serdica“ das Forum und der Sitz des Prätors, auf dessen Ruinen um 1900 die „Kathedrale Sweta Nedelja“ gebaut wurde, mit interessanter Ikonostase und Wandmalereien im Inneren. Im Süden steht die „Geistliche Akademie bzw. Priesterseminar“ mit Museum (Ikonen, Handschriften, Kirchengeschichte) und das Gerichtsgebäude, ein klassizistischer Bau von 1940, sowie weiter nördlich das Zentralkaufhaus (ZUM), an dessen Nordseite das 1913 fertiggestellte Sofioter Mineralbad (Zentrales Mineralbad Sofia) mit seiner auffälligen, aus dekorativer Keramik gestalteten Vorderfront liegt.

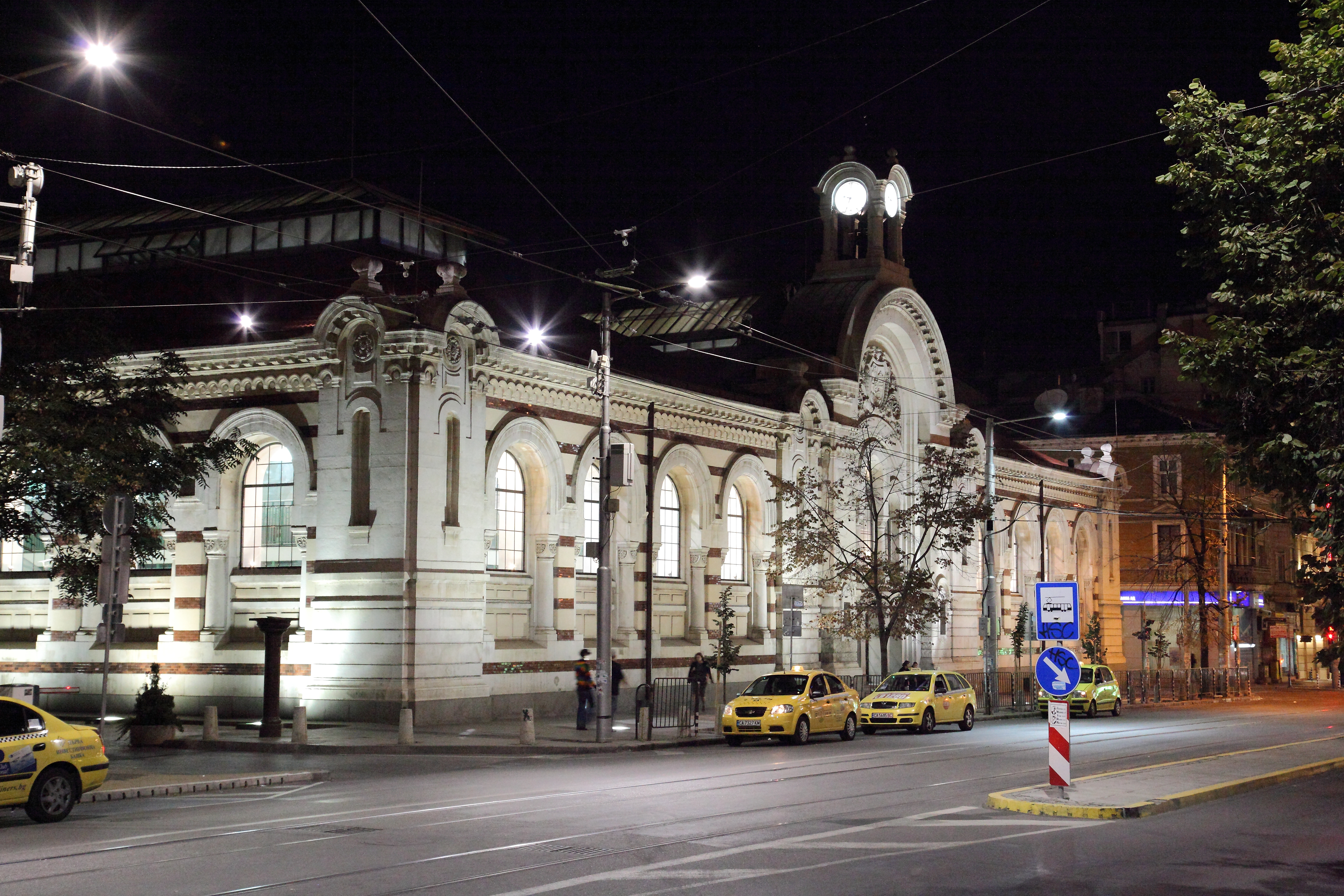
Die Zentralmarkthalle am Abend

Davor befindet sich die osmanische Banja-Baschi-Moschee aus dem Jahre 1576, ein Beispiel osmanischer Architektur, auf der anderen Seite die 1911 im Stil der Renaissance erbaute „Zentralmarkthalle“ mit Uhrturm und Wappen von Sofia, in der Unterführung vor dem Zentralkaufhaus dann die kleine Kirche Sweta Petka Samardschijska aus dem 14. und 15. Jahrhundert mit gut erhaltenen Wandmalereien.
Nach Osten schließt sich der zentrale Platz Sofias an, mit Fragmenten der Ostpforte des römischen Serdika, Steinplatten der alten Ausfallstraße nach Konstantinopel (Istanbul) aus dem 2. Jahrhundert, Überresten des Festungsgemäuers, ferner Gefäßen zum Aufbewahren von Getreide.
Im Innenhof des Hotels „Sofia Hotel Balkan“ findet man das älteste Gebäude Sofias, die „Rotunde Sweti Georgi“. Diese Kirche stammt aus dem 4. Jahrhundert und besitzt Reste dreier Schichten von Wandmalereien aus dem 11. bis 13. Jahrhundert. Wahrscheinlich lag an ihrer Stelle ursprünglich ein Thermalbad.

Reiterdenkmal Zar Alexanders II.

Sehenswert ist auch das „Denkmal der Befreier“ – der russische Zar Alexander II. hoch zu Ross – nach einem Entwurf des Italieners Arnoldo Zocchi, 1901 bis 1907. Das Denkmal trägt die Inschrift: „Dem Befreierzaren, vom dankbaren Bulgarien.“ Unter seiner Führung siegten die Russen im Russisch-Türkischen Krieg (1877–1878) gegen die Osmanen, verdrängten das Osmanische Reich fast vollständig von der Balkanhalbinsel und schufen die Grundlage für das heutige Bulgarien, dessen Territorium vorher 500 Jahre lang von den Osmanen beherrscht wurde.
Im Halbrund um das Zarendenkmal angeordnet sind das ehemalige Hotel „Sofia“, jetzt „InterContinental Sofia“, die Gebäude der Bulgarischen Akademie der Wissenschaften und – freistehend an der Nordseite – die Nationalversammlung mit der Inschrift: „Die Einheit macht die Stärke.“ Nach Norden zu erstreckt sich dann der „Alexander-Newski-Platz“, der völlig von der Alexander-Newski-Gedächtniskirche, dem Wahrzeichen der Stadt, beherrscht wird.
Der Monumentalbau, 1904 bis 1912 nach dem Entwurf des russischen Architekten Alexander Pomeranzew zu Ehren der russischen Befreier im neobyzantinischen Stil entstanden, bedeckt eine Fläche von mehr als 2500 m² und fasst 5000 Menschen. Zu der Innenausstattung zählen 270 Wandgemälde, 80 Ikonen, kunstvolle Schnitzereien, Throne und Details aus verschiedenfarbigem, fremdländischem Alabaster. Die Krypta birgt ein einzigartiges Ikonenmuseum mit hervorragenden Beispielen ab dem 12. Jahrhundert, unter anderem eine Kollektion von Ikonen aus Nessebar aus dem 16. und 17. Jahrhundert und die Poganowo-Ikone.
Im Stadtteil Bojana (am Fuße des Witoscha) befindet sich die Kirche von Bojana. Die Architektur stammt aus dem 9. bis 11. Jahrhundert und ist mit unzähligen und zum Teil makellos erhaltenen Wandmalereien aus den verschiedenen Epochen versehen (die älteste Malereischicht stammt aus dem 11. bis 12. Jahrhundert, die jüngste von 1882). Die Kirche wurde 1979 in die UNESCO-Liste des Weltkulturerbes aufgenommen.
Am südöstlichen Stadtrand befindet sich der Wrana-Palast in einem weitläufigen Park.
Höchste Bauwerke der Stadt sind das 126 Meter hohe Capital Fort, der 108 Meter hohe Fernsehturm Kopitoto im Stadtgebiet Kopitoto sowie der 106 Meter hohe Fernsehturm Sofia im gleichnamigen Stadtpark.

### Parks

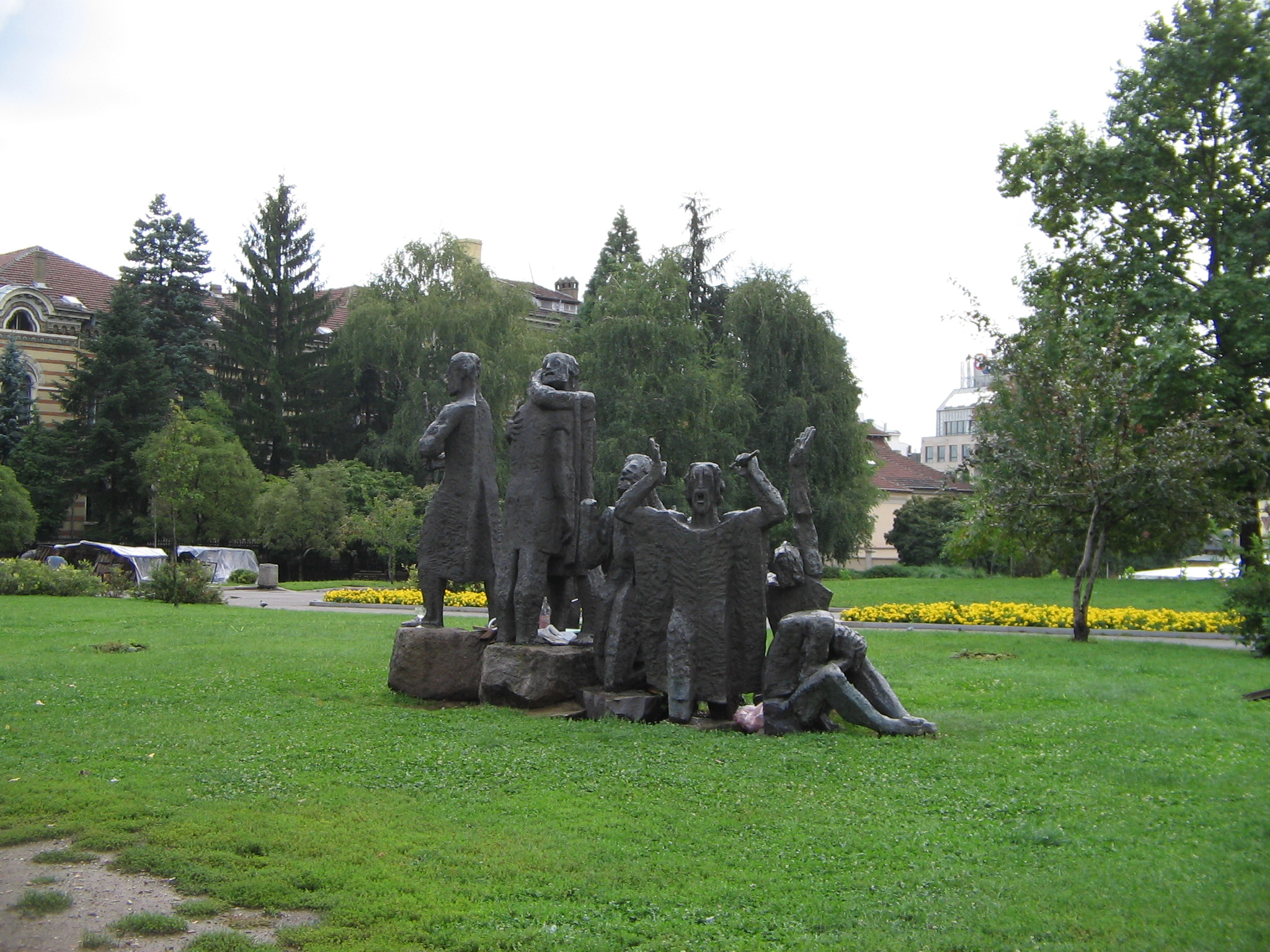
Statuen im Park

Sofia verfügt über zahlreiche Grünanlagen, insgesamt sind rund 500 Hektar der Stadtfläche mit Parkanlagen und Gärten gestaltet.
Einer der wichtigsten Parks der Hauptstadt ist der Witoscha-Naturpark, zu dem auch ein Teil des gleichnamigen Gebirges gehört. Der Park Borisowa Gradina ist der größte Park der Stadt und liegt im Zentrum von Sofia. Dort befinden sich der Arianasee, das Wassil-Lewski-Stadion, das Stadion der bulgarischen Armee, mehrere Tennisplätze, eine Radrennbahn und das Maria-Louisa-Freibad. Ebenfalls im Borispark stehen das Freiheitsdenkmal sowie zahlreiche Büsten bekannter Persönlichkeiten des Landes.
Der Südpark ist der zweitgrößte Park der Stadt. Er reicht vom Iwan-Wasow-Viertel bis hin zum Hladilnika-Viertel. Dort gibt es viele Kinderspielplätze und eine Schwimmanlage, in der zahlreiche öffentliche Veranstaltungen stattfinden. Der Stadtpark liegt nahe der Stadtgalerie. Inmitten dieses Parks, gegenüber dem Nationaltheater, befinden sich ein Springbrunnen und ein Kinderspielplatz.
Auf einem Gelände südlich des Zentrums von Sofia befindet sich der Zoologische Garten, der bereits 1888 gegründet wurde und der größte sowie älteste der Balkanhalbinsel ist. Er wurde in die Liste der 100 nationalen touristischen Objekte Bulgariens aufgenommen. Der Sofioter Zentralfriedhof nördlich des Hauptbahnhofs ist von hohen Bäumen bestanden.

### Sport

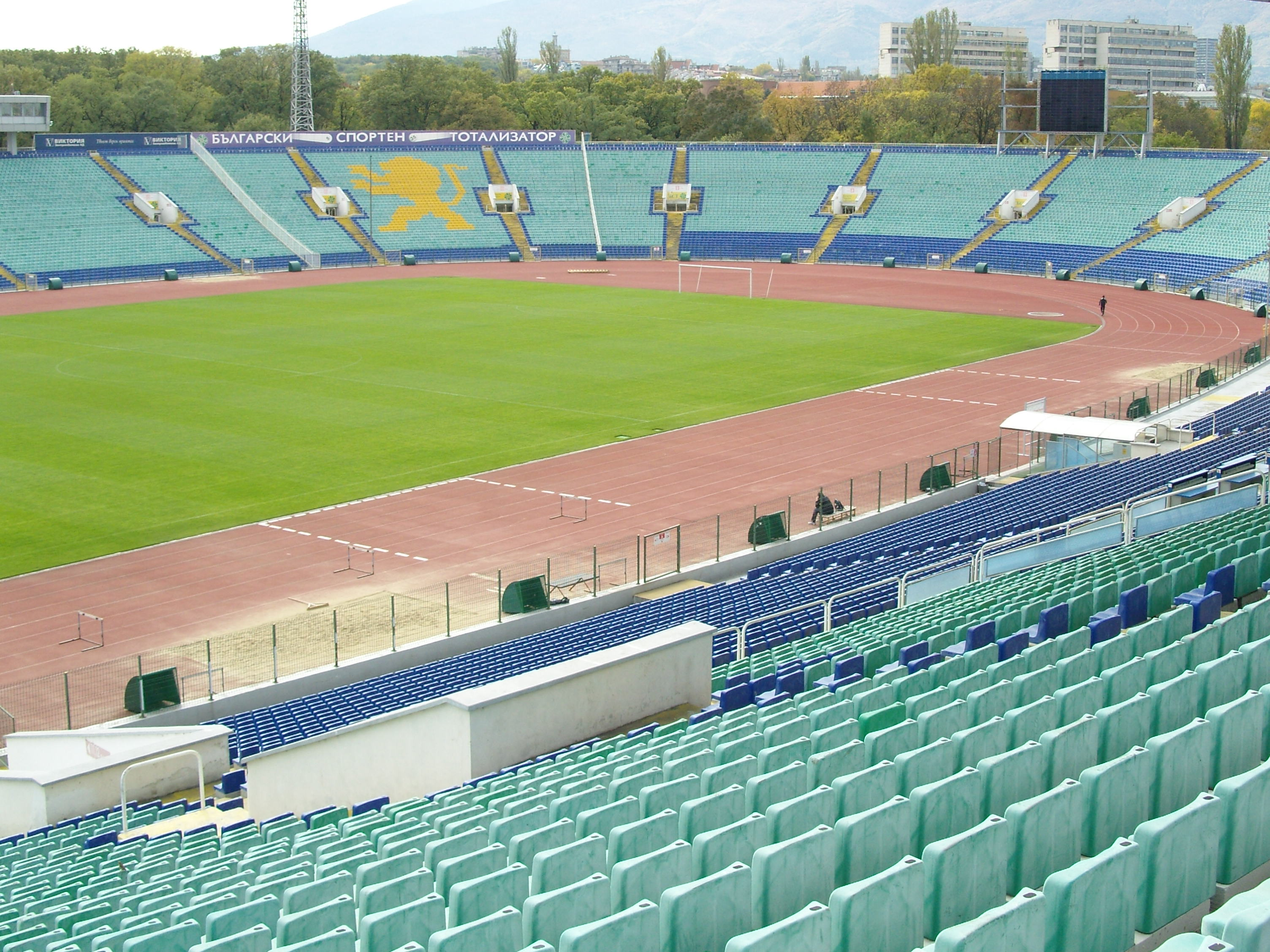
Wassil-Lewski-Nationalstadion

Das größte Stadion des Landes ist das rund 46.340 Zuschauer fassende Wassil-Lewski-Nationalstadion. Dort finden Spiele in der UEFA Champions League und im UEFA-Pokal statt, die Nationalmannschaft trägt ihre Heimspiele aus, und auch die Endspiele im Bulgarischen Fußball-Pokal werden hier ausgetragen.
Bekannte Fußballvereine aus der Hauptstadt sind Lewski Sofia (Spielstätte ist das Georgi-Asparuchow-Stadion mit einer Kapazität von 29.200 Plätzen), Lokomotive Sofia (spielt im 22.000 Zuschauer fassenden Lokomotiw-Stadion), Slawia Sofia (Spielstätte ist das 18.000 Zuschauer fassende Owtscha-Kupel-Stadion) und ZSKA Sofia (spielt im Balgarska-Armija-Stadion mit einer Kapazität von 22.015 Zuschauern).
ZSKA Sofia ist bulgarischer Fußball-Rekordmeister mit 30 Titeln. Lewski Sofia erzielte 25 Meistertitel. Slawia Sofia wurde siebenmal Meister, und Lokomotive Sofia errang vier Meistertitel.
Im Park Borisowa gradina befindet sich das 5000 Zuschauer fassende Velodrom Sofia.
Die 2011 eröffnete Arena Armeec Sofia ist mit einem Fassungsvermögen von 12.373 Menschen die größte überdachte Sportstätte Bulgariens.

## Wirtschaft und Infrastruktur

### Wirtschaft
Sofia ist das wirtschaftliche Zentrum des Landes und erwirtschaftet (Stand 2022) etwa 40 % des bulgarischen Bruttoinlandsprodukts (BIP). 2023 betrug das BIP der Stadt Sofia 75 Milliarden Lewa.

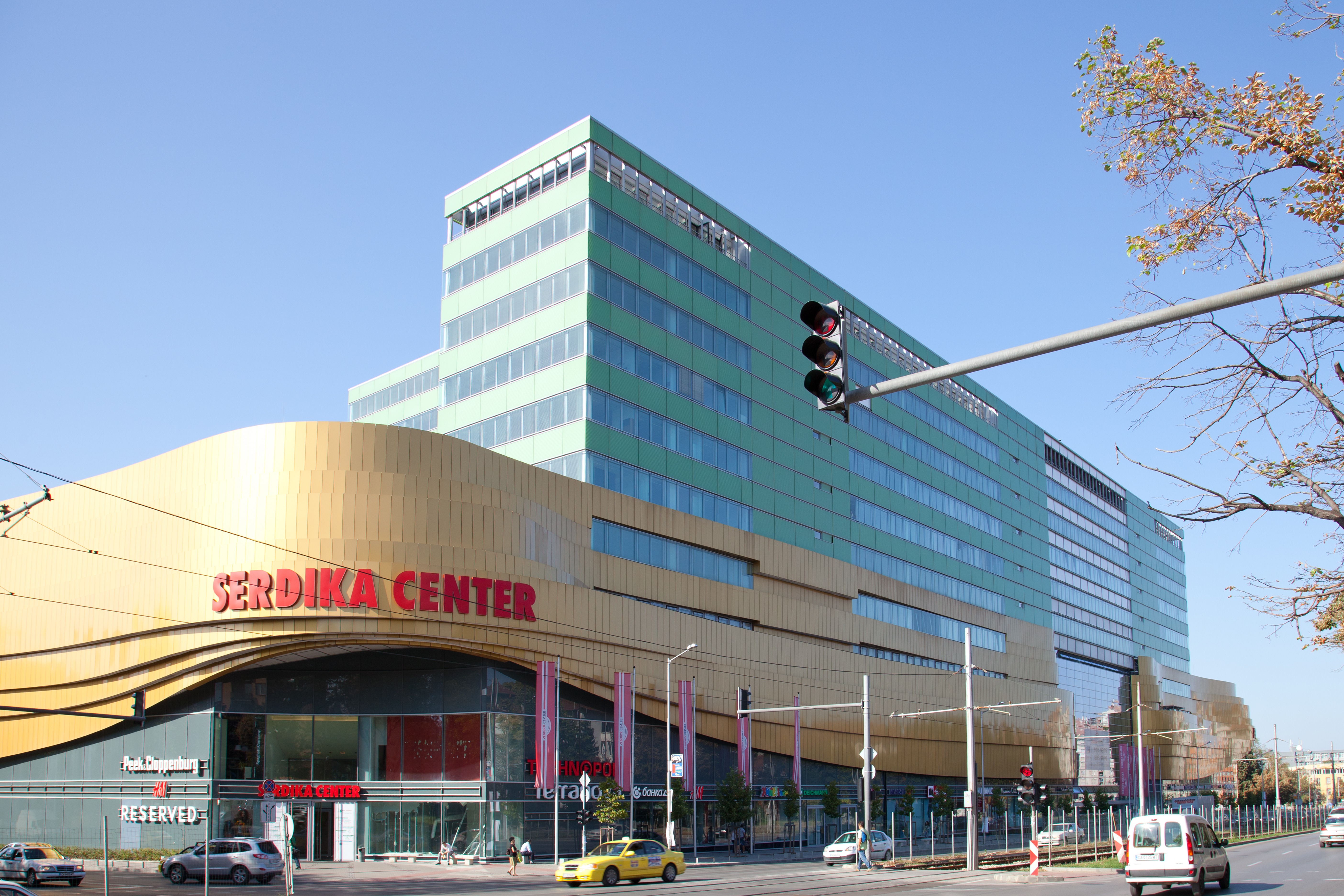
Serdika-Center-Einkaufszentrum (2012)

Mit rund 16 Prozent an der Industrieproduktion des Landes ist Sofia auch das bedeutendste Industriezentrum Bulgariens. Im zweiten Drittel des 20. Jahrhunderts betrug der Anteil sogar noch 20 Prozent und beim Maschinenbau 35 Prozent der Landeserzeugnisse. Betriebe der Elektro-, Nahrungs- und Genussmittel-, Chemie- und Textilindustrie, des Maschinenbaus sowie polygrafische Erzeugnisse, Waggon- und Lokomotivbau bildeten die Grundlagen der Industrie der Stadt. Die bulgarische Wertpapierbörse hat ihren Sitz in der Hauptstadt.
Nach dem Wegfall des Marktes der Sowjetunion, mit dem die meisten Handelsbeziehungen bestanden, geriet die Wirtschaft der Hauptstadt in eine schwere Krise, die erst ab Beginn des 21. Jahrhunderts allmählich überwunden wurde. Vor allem nach dem EU-Beitritt Bulgariens zum 1. Januar 2007 fanden ausländische Investitionen statt, insbesondere in den Bereichen Handel, Metall- und Elektroindustrie sowie Dienstleistungen. Insbesondere siedelten sich in Sofia eine bedeutende Zahl von Call-Centern und Betrieben für technische Unterstützung an. In Sofia befindet sich seit 2006 eines der globalen Service-Center von Hewlett-Packard (HP), das für Europa, den Nahen Osten und Afrika (EMEA) zuständig ist. Zudem entstanden seit 2008 bisher sieben große Einkaufszentren. 2008 wurde am Flughafen Sofia ein Wartungs- und Instandsetzungszentrum von Lufthansa Technik eröffnet und 2014 erweitert.
In einer Rangliste von der Unternehmensberatung Mercer der Städte nach ihrer Lebensqualität belegte Sofia im Jahre 2018 den 116. Platz unter 231 untersuchten Städten weltweit.
Nach einer Studie betrug 2023 der durchschnittliche Lohn in Sofia 2.762 Lewa.

### Verkehr

#### Fernverkehr

Terminal 2 des Flughafens Sofia

Die Stadt ist der bedeutendste Verkehrsknotenpunkt Bulgariens mit dem internationalen Flughafen sowie Eisenbahn- und Straßenverbindungen in alle Teile des Landes. Durch Sofia verlaufen zwei wichtige internationale Fernstraßen, die Europastraße 79 von Oradea in Rumänien nach Thessaloníki in Griechenland und die Europastraße 80 von Lissabon in Portugal nach Doğubeyazıt in der Türkei. Um die Stadt verläuft die Sofioter Ringstraße (Republikstraße 18), welche besonders in ihren südlichen Abschnitten als Schnellstraße ausgebaut ist. Die Hauptstadt ist Ausgangspunkt der Autobahnen A1 nach Burgas an der Schwarzmeerküste, der A2 nach Warna, der A3 zum bulgarisch-griechischen Grenzübergang Kulata-Promachonas sowie der A6 zum Grenzübergang Kalotina Richtung Serbien.
Der Flughafen Sofia befindet sich zehn Kilometer östlich der Innenstadt der Hauptstadt und ist über einer Schnellstraße ans Straßennetz angebunden. Er ist der wichtigste und größte Flughafen des Landes und Heimatbasis der bulgarischen Gesellschaft Bulgaria Air. Seit April 2003 baute die österreichische Firma Strabag den Flughafen aus: Eine neue Abfertigungshalle (Terminal 2), sowie eine neue Landebahn wurden gebaut. Terminal 2 wurde am 27. Dezember 2006 pünktlich zum EU-Beitritt Bulgariens eröffnet. Während im alten Terminal 1 mittlerweile hauptsächlich Billigfluggesellschaften abgefertigt werden, wird der größte Teil der Linienflüge über Terminal 2 abgewickelt. Die alte Landebahn ist teilsaniert worden und wird derzeit als Taxiway genutzt. Die Kapazität der beiden Terminals erhöhte sich auf fünf Millionen Passagiere pro Jahr.
Die Stadt ist wichtigster nationaler Eisenbahnknotenpunkt mit acht Bahnhöfen der Bulgarischen Staatseisenbahnen und mit internationalen Verbindungen in die Türkei sowie nach Rumänien und Serbien. Eine Bahnverbindung nach Thessaloniki in Griechenland, die seit 2014 bestand, wurde hingegen 2020 wieder eingestellt.
Der Zentrale Omnibusbahnhof liegt zwischen dem Hauptbahnhof und dem Princess Hotel im Stadtzentrum. Von hier werden fast alle großen bulgarischen Städte, größtenteils mehrmals täglich, angefahren (beispielsweise Plowdiw, Warna, Russe, Burgas, Stara Sagora, Rasgrad, Schumen). International verkehren von hier täglich Busse nach Nordmazedonien (Ohrid, Strumica, Skopje), nach Serbien (Niš), in die Türkei (Istanbul), nach Griechenland (Athen, Thessaloniki), nach Österreich (Wien) und Deutschland (München, Frankfurt). Von dem direkt anliegenden alten Fernbusbahnhof werden Ziele in ganz Europa angesteuert, unter anderem fahren von dort mehrmals täglich Busse nach Deutschland.

#### Nahverkehr

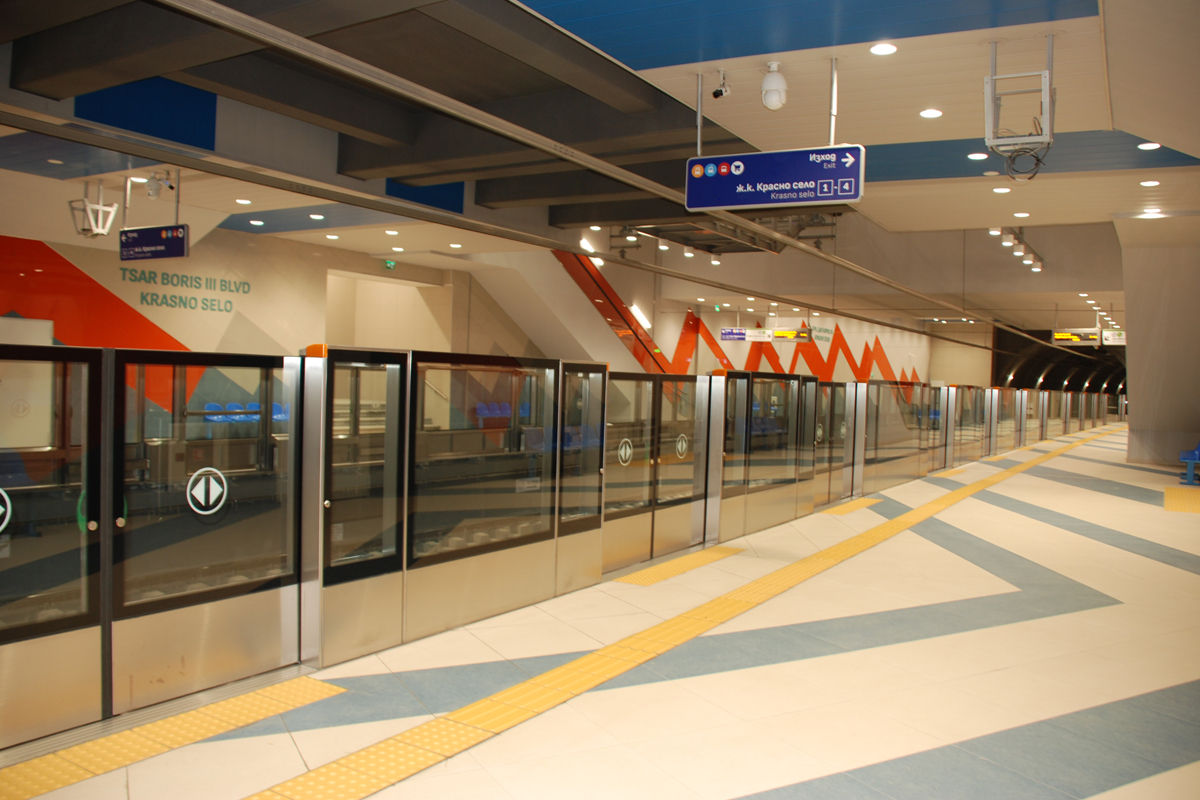
Metro-Station „Krasno Selo“

Am 1. Dezember 1898 erteilte die Stadt eine Konzession zum Bau einer elektrisch betriebenen Straßenbahn. Diese nahm am 1. Januar 1901 auf einem 23 Kilometer langen Streckenabschnitt mit sechs Linien den Betrieb auf. Heute verkehren 300 Straßenbahnen auf einem 153 Kilometer langen Streckennetz mit 15 Linien.
Trolleybusse fuhren erstmals zwischen dem 14. Februar 1941 und dem 9. September 1944 in der Stadt. Durch die Auswirkungen des Zweiten Weltkriegs musste der Betrieb vorübergehend eingestellt werden. Am 1. Mai 1948 wurden dann wieder Trolleybusse eingesetzt. Die 126 Wagen bedienen ein 104 Kilometer langes Netz mit neun Linien.
Weiterhin verkehren im Öffentlichen Personennahverkehr Sofias 696 Omnibusse sowie 91 Elektrobusse.
Der erste Streckenabschnitt mit fünf Stationen der U-Bahn in Sofia wurde am 28. Januar 1998 eröffnet, seitdem wuchs das Netz schnell und erreichte im Jahr 2023 eine Länge von 52 Kilometer und 46 Stationen, die vier Linien befördern täglich etwa 340.000 Fahrgäste.
Ab Februar 2024 ist die Beförderung für Kinder unter 14 Jahren mit einer entsprechenden Karte kostenfrei.

### Bildung

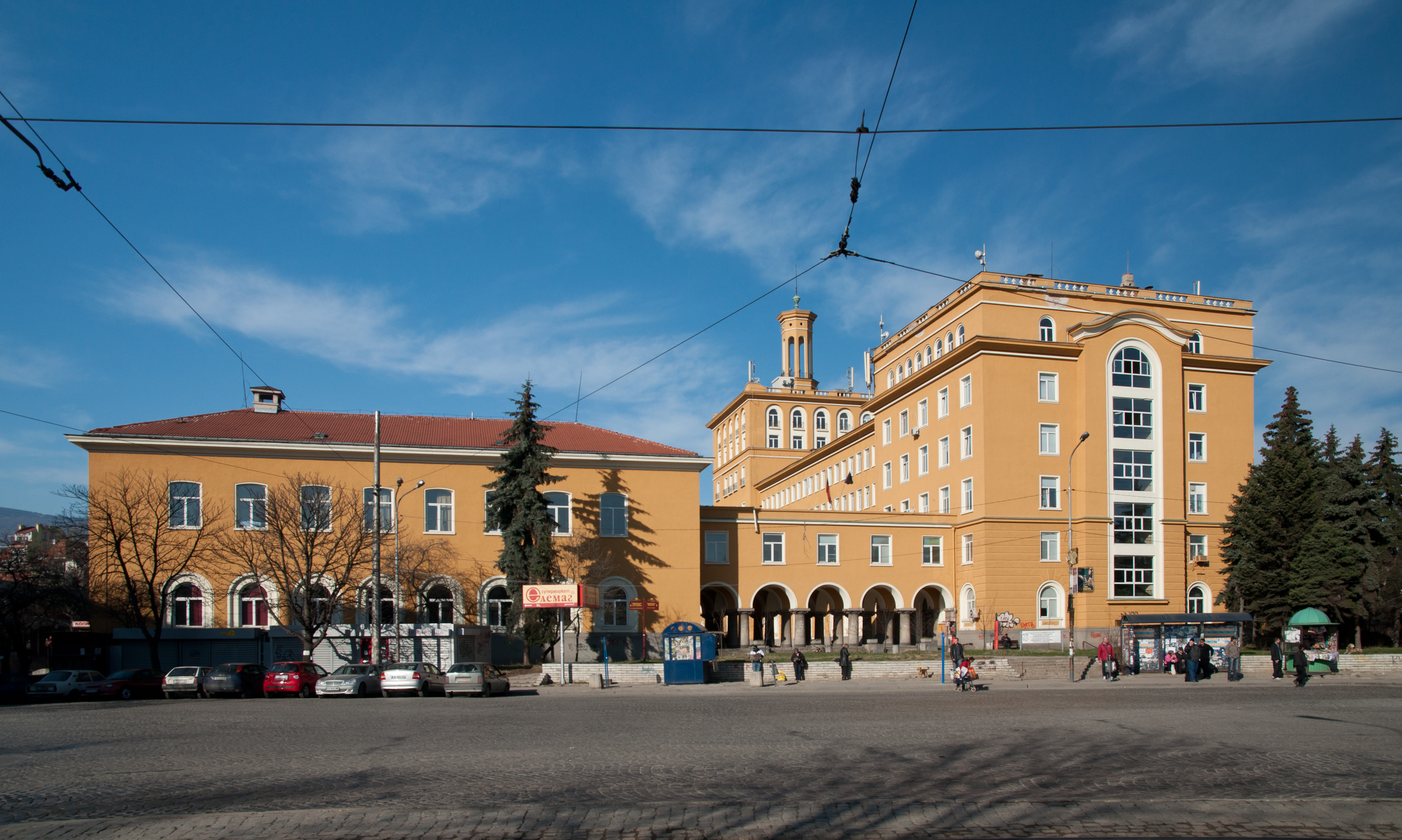
Fakultät für Chemie der Universität Sofia

Die Stadt ist das herausragende Bildungs- und Forschungszentrum des Landes. Hier befinden sich die Bulgarische Akademie der Wissenschaften, die St.-Kliment-Ohridski-Universität Sofia, die Neue Bulgarische Universität Sofia, die Technische Universität Sofia sowie weitere spezialisierte Universitäten wie die St. Iwan-Rilski-Universität für Bergbau und Geologie Sofia, die Medizinische Universität Sofia, die Universität für Chemische Technologie und Metallurgie Sofia und die Universität für National- und Weltwirtschaft Sofia.
Des Weiteren gibt es über 15 Hochschulen in Sofia, etwa die Nationale Musikakademie „Prof. Pantscho Wladigerow“, die Bauhochschule, die Hochschule für bildende Künste und die Theaterhochschule sowie etwa 200 wissenschaftliche Institute und über 900 Bibliotheken, darunter als bedeutendste die Nationalbibliothek der Heiligen Kyrill und Method.

## Rezeption
Die Stadt ist Namensgeber des antarktischen Sofia Peak.